# Yams
Yams (Dioscorea), auch Yam oder Yamswurzel genannt, sind eine Pflanzengattung innerhalb der Familie der Yamswurzelgewächse (Dioscoreaceae). Die bis zu 800 Arten sind hauptsächlich in den Tropen verbreitet. Einige Arten sind wichtige tropische Nahrungs- und Heilpflanzen.

## Beschreibung

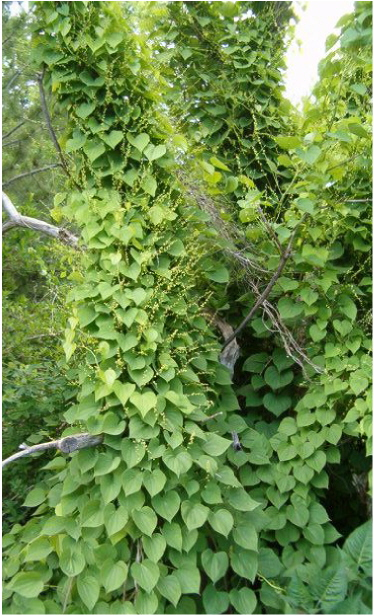
Balkan-Yams (Dioscorea balcanica), Habitus einer blühenden Pflanze

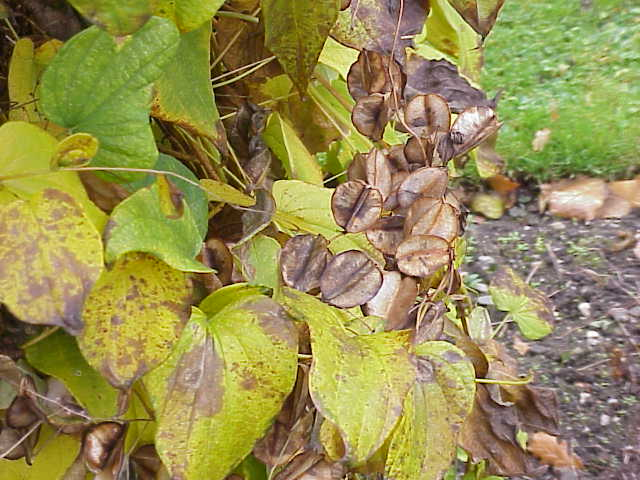
Balkan-Yams (Dioscorea balcanica), fruchtende Pflanze

### Erscheinungsbild und Blätter
Yams-Arten wachsen als windende, ausdauernde krautige Pflanzen. Sie bilden Rhizome oder Wurzelknollen als Überdauerungsorgane, die in Größe, Gestalt, Farbe und Inhaltsstoffen sowie in ihrer Tiefe in der Erde sehr unterschiedlich sein können. Manche Arten bilden in den Blattachseln Brutknöllchen (beispielsweise Dioscorea bulbifera).
Die wechsel- oder gegenständig angeordneten Laubblätter sind in Blattstiel und Blattspreite gegliedert. Die einfache oder zusammengesetzte Blattspreite besitzt drei bis neun basale Blattadern.

### Blütenstände und Blüten
Die Blüten sind immer eingeschlechtig. Die Dioscorea-Arten sind meist zweihäusig (diözisch), selten einhäusig (monözisch) getrenntgeschlechtig. Die Blüten stehen spiralig in seitenständigen, unterschiedlich aufgebauten Blütenständen zusammen, wobei die weiblichen Blütenstände nur wenige Blüten enthalten. Die männlichen Blüten enthalten ein oder zwei Kreise mit je drei Staubblättern, drei davon können zu Staminodien reduziert sein. In den weiblichen Blüten können drei oder sechs Staminodien vorhanden sein.

### Früchte und Samen
Die dreikantigen Kapselfrüchte öffnen sich bei Reife am oberen Ende. Die Samen besitzen häutige Flügel.

## Nutzung

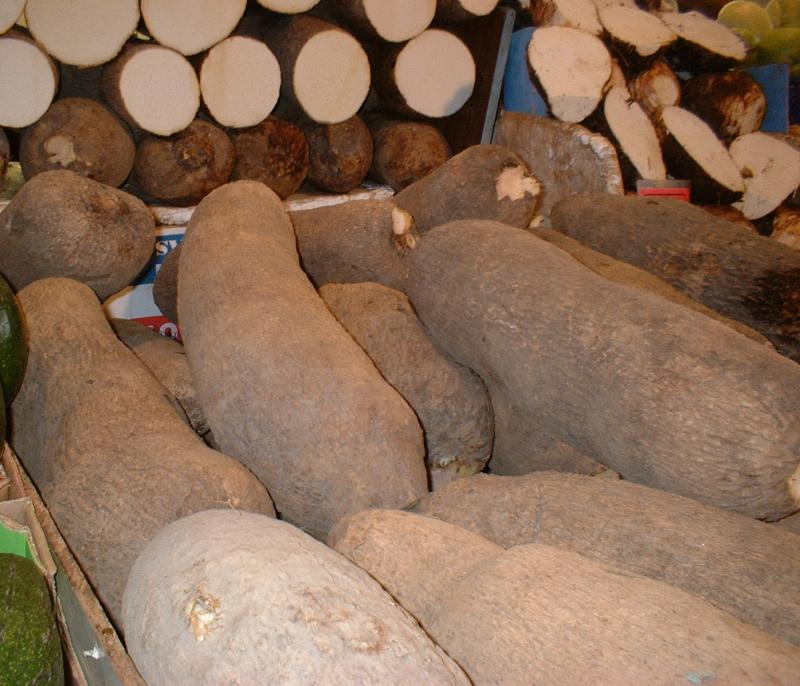
Yams auf dem „Brixton Market“ in London

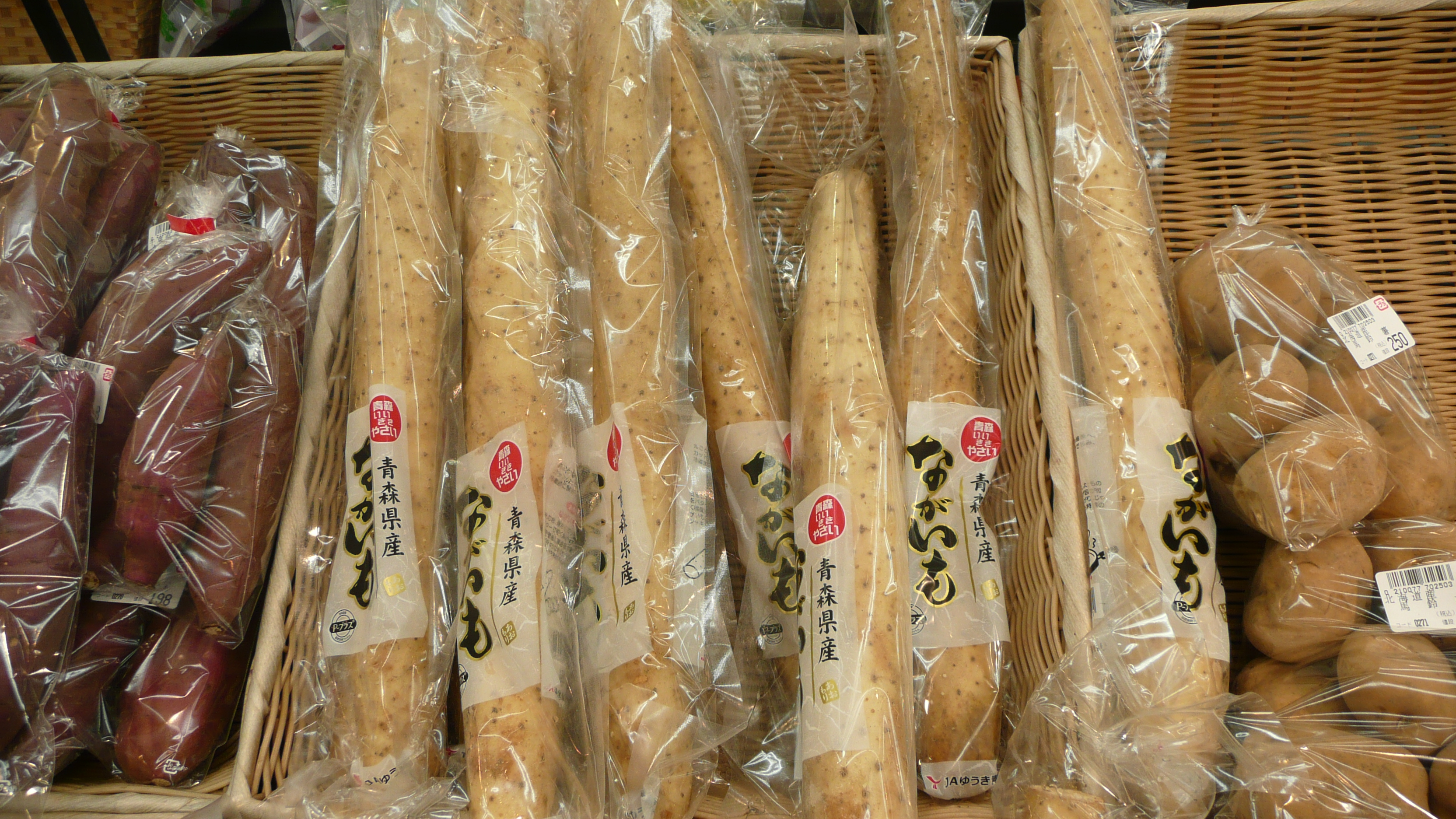
Japanische Yams auf einem Markt in Hamamatsu

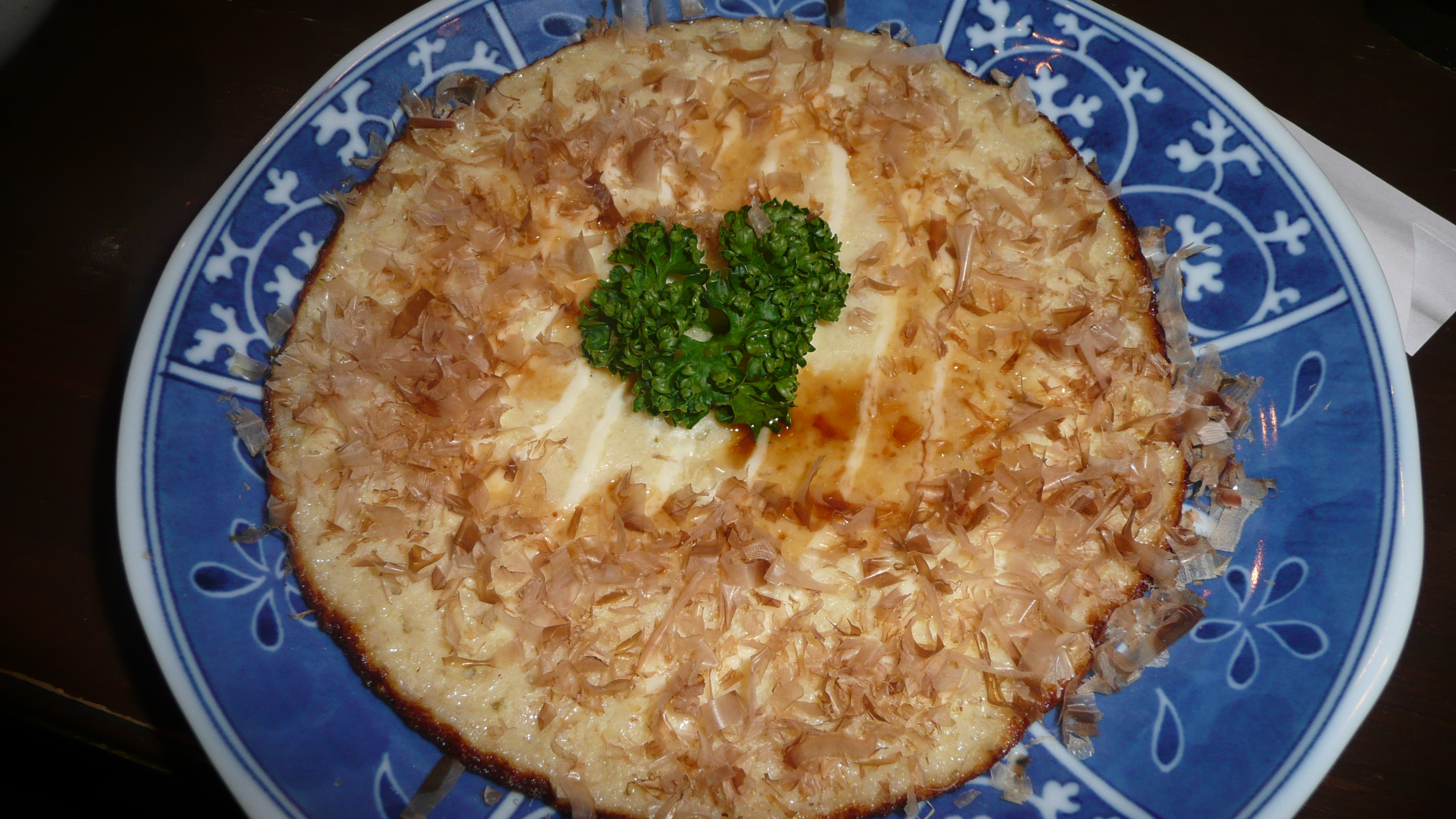
Ein japanisches Gericht: Gebackener Yams, mit Katsuobushi (Bonito-Flocken) bestreut

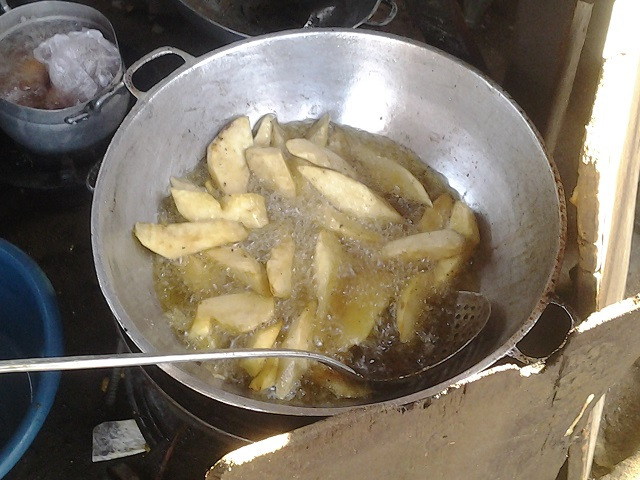
Yamsstücke werden frittiert, Elfenbeinküste (Côte d’Ivoire)

Einige Arten und deren Ausleseformen sind Nutzpflanzen, sowohl als wichtige Nahrungspflanzen als auch als Heilpflanzen. Viele Yams-Arten werden wegen ihrer essbaren Wurzelknollen als Nahrungsmittel angepflanzt.
Bei der am meisten angebauten Art erreichen die unterirdischen Knollen eine Länge von bis zu 2 Metern; ihr Geschmack ist süßlich und ähnelt dem von Esskastanien und Kartoffeln. Sie haben eine dunkelbraune bis schwarze Haut und sind reich an Provitamin A sowie Kalium. Außer der „Chinesischen Yamswurzel“ (Lichtwurzel, Nagaimo, Dioscorea polystachya, Dioscorea batatas, Dioscorea divaricata oder fälschlich auch Dioscorea opposita bzw. Dioscorea oppositifolia) und der Dioscorea japonica („Japanische Berg-Yams“ oder „Yamaimo“(山芋)) wirken alle Yams-Arten roh gegessen toxisch. Yamswurzeln ähneln geschmacklich und optisch den Süßkartoffeln, sind aber nicht mit ihnen verwandt. In Südamerika, Afrika und der Karibik sind Yams häufig Bestandteil des Gemüseangebots, in den Küchen der Tropen sind sie ein wichtiger Stärke-Lieferant. In China gibt es ein Vorhaben, mit Hilfe gentechnischer Methoden Sorten von Yams-Arten zu züchten, die als Energiepflanzen für die Erzeugung von Ethanol-Kraftstoff optimiert sind.
Die wilde Yamswurzel enthält in großen Mengen Diosgenin, ein Cholesterin-Derivat mit zusätzlichen Hydroxygruppen in der Seitenkette, die als inneren Ether weitere Ringe an das Steran-Gerüst anhängen. Obwohl aus Diosgenin nur durch chemischen Abbau das Gelbkörperhormon Progesteron gewonnen werden kann (Marker-Degradation), wird Diosgenin in der esoterischen Literatur und der alternativen Medizin als „natürliches“ Progesteron bezeichnet. Die Verwendung der Yams-Wurzel für die Progesteron-Produktion wurde 1944 durch Russell Marker eingeleitet. Er führte in Mexiko zur Entwicklung eines eigenen Pharmaindustriezweiges auf Basis der Yams-Wurzel.
Yams enthält eine geringe Menge Amygdalin, welches im Darm zu Blausäure umgebaut wird.

## Wirtschaftliche Bedeutung
Die größten Anbaugebiete für Yams befinden sich in Afrika. Die Hauptproduzenten (2020) sind Nigeria, Ghana und die Elfenbeinküste. Unter den zehn größten Produzenten befinden sich lediglich zwei, die nicht auf dem afrikanischen Kontinent liegen: Kolumbien und Papua-Neuguinea.

### Die größten Yamsproduzenten
Im Jahr 2022 wurden laut Ernährungs- und Landwirtschaftsorganisation (FAO) der Vereinten Nationen weltweit 88.257.159 Tonnen Yams produziert. Die zehn größten Produzenten ernteten zusammen 97,4 % der Welternte. Nigeria produzierte allein 69,3 %.
| Rang | Land                         | Menge (in t) |
| ---- | ---------------------------- | ------------ |
| 1    | Nigeria                      | 61.171.001   |
| 2    | Ghana                        | 10.717.606   |
| 3    | Elfenbeinküste               | 7.600.000    |
| 4    | Benin                        | 3.214.889    |
| 5    | Togo                         | 984.614      |
| 6    | Kamerun                      | 543.281      |
| 7    | Zentralafrikanische Republik | 491.254      |
| 8    | Tschad                       | 462.046      |
| 9    | Kolumbien                    | 402.358      |
| 10   | Papua-Neuguinea              | 377.963      |
|      | Top Ten                      | 85.965.013   |
|      | restliche Länder             | 2.292.147    |

## Systematik und Verbreitung
Die Gattung Dioscorea wurde 1753 durch Carl von Linné aufgestellt. Der Gattungsname Dioscorea ehrt den griechischen Arzt Pedanios Dioskurides, dessen Arzneimittellehre aus dem 1. Jahrhundert für über 1600 Jahre Bedeutung in der Medizin hatte.
Die Gattung Dioscorea ist von den tropischen bis gemäßigten Gebieten fast weltweit verbreitet. In China gibt es 52 Arten, 21 davon nur dort. Einige Arten sind in manchen Gebieten der Welt Neophyten.
Die einzigen in Mitteleuropa heimischen Arten sind die Gemeine Schmerwurz (Dioscorea communis) und die Balkan-Schmerwurz (Dioscorea balcanica).
Die Gattung Yams (Dioscorea) umfasst 350 bis 800 Arten:
- Dioscorea abysmophila Maguire & Steyerm.
- Dioscorea abyssinica Hochst. ex Kunth
- Dioscorea acanthogene Rusby
- Dioscorea acerifolia Phil.
- Dioscorea acuminata Baker
- Dioscorea adenantha Uline
- Dioscorea aesculifolia R.Knuth
- Dioscorea aguilarii Standl. & Steyerm.

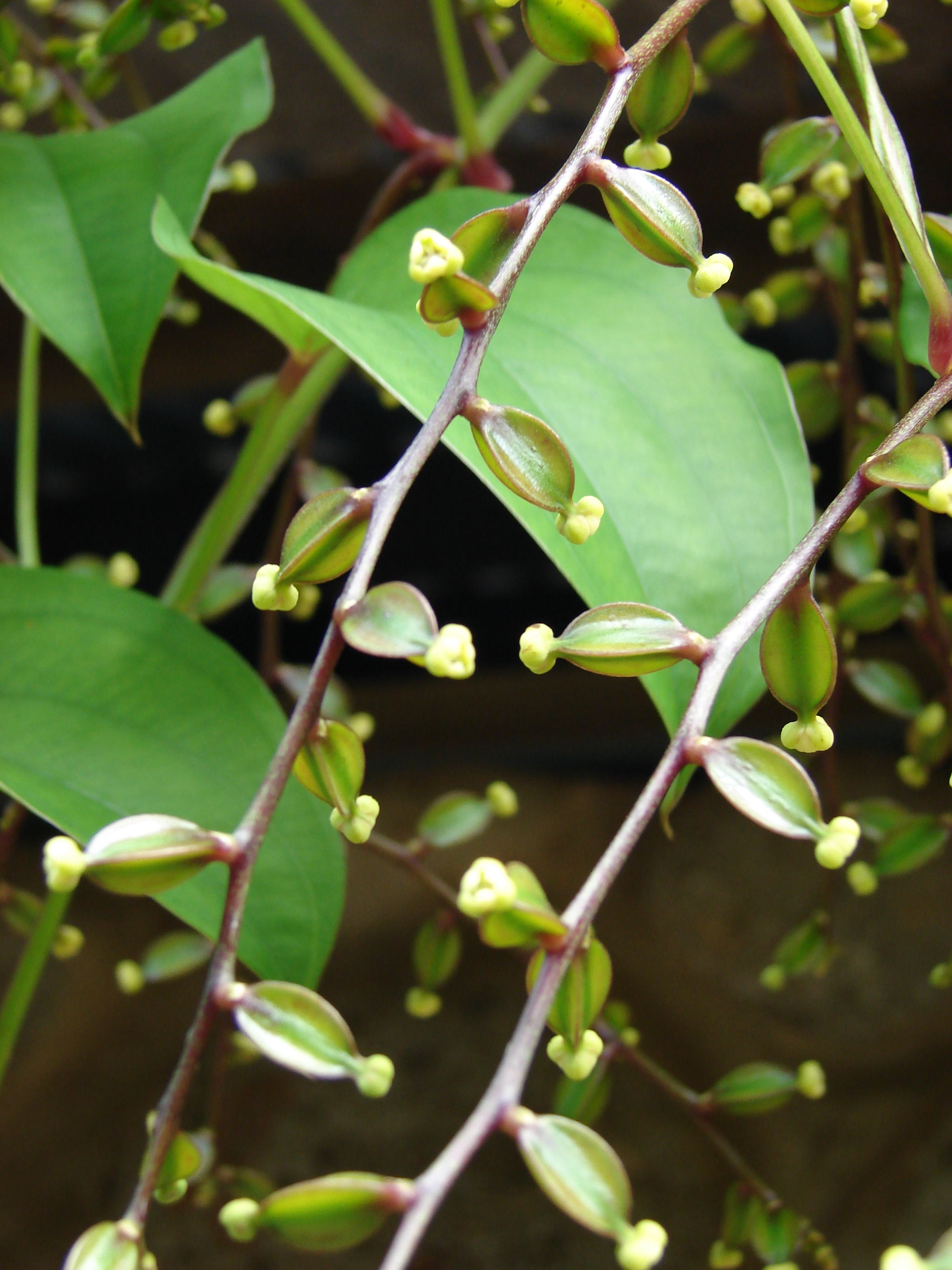
Purpur-Yams (Dioscorea alata)

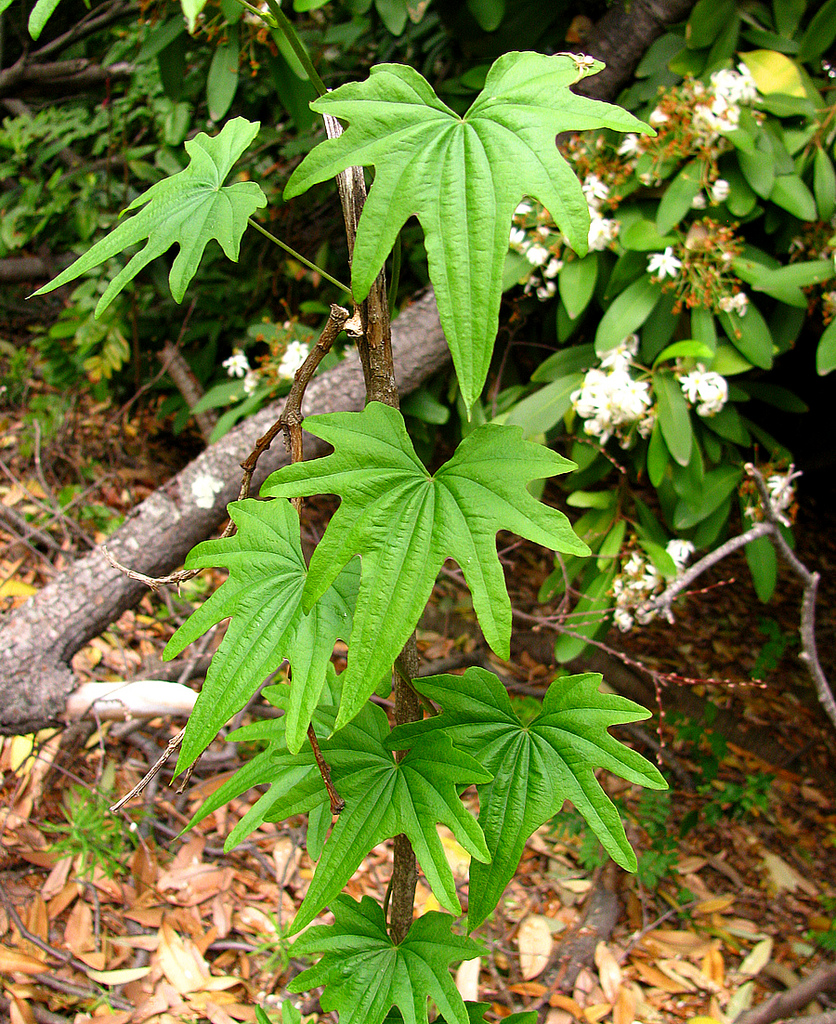
Gestielte Laubblätter von Dioscorea brachybotrya

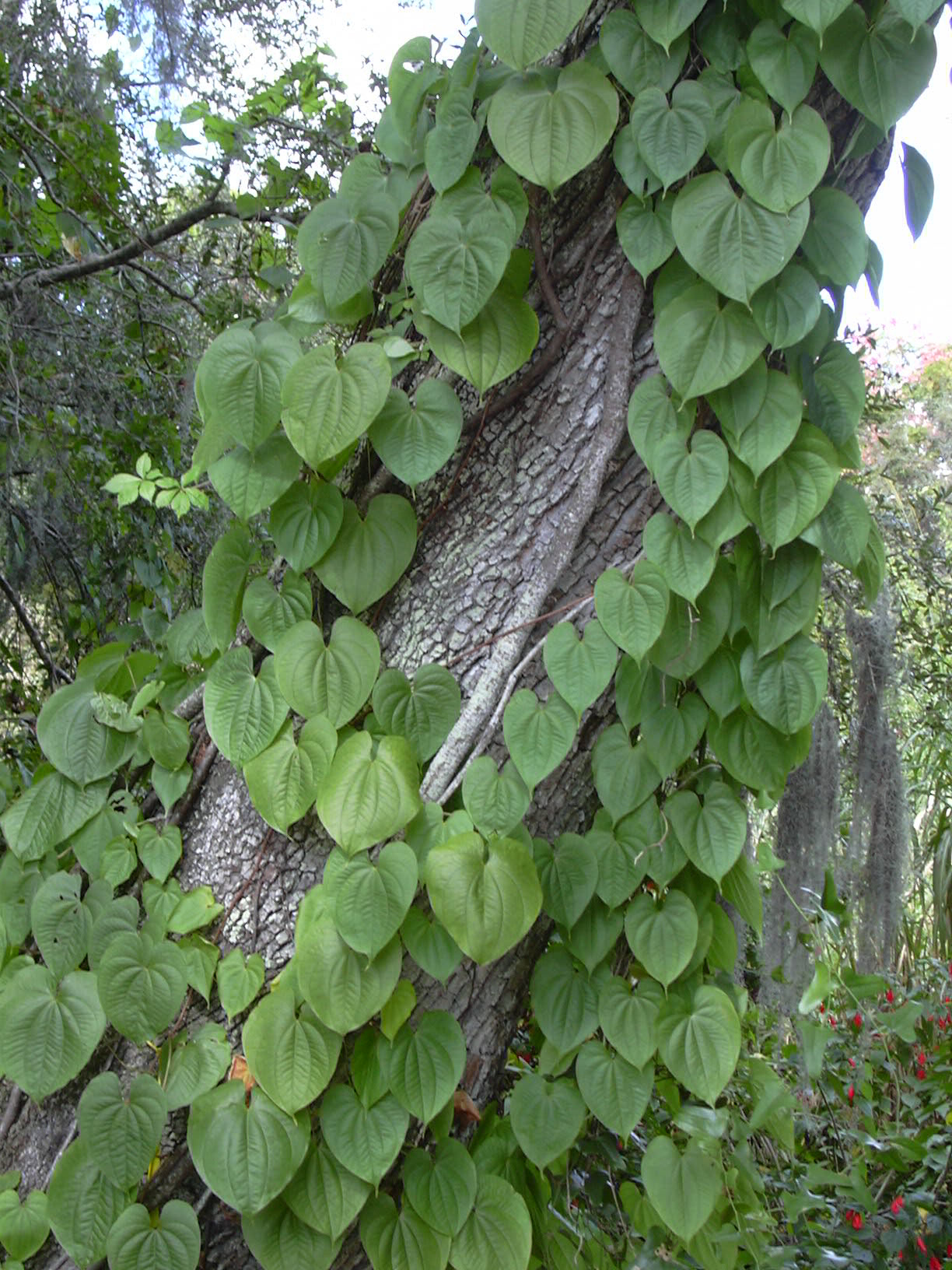
Habitus und einfache Laubblätter von Dioscorea bulbifera

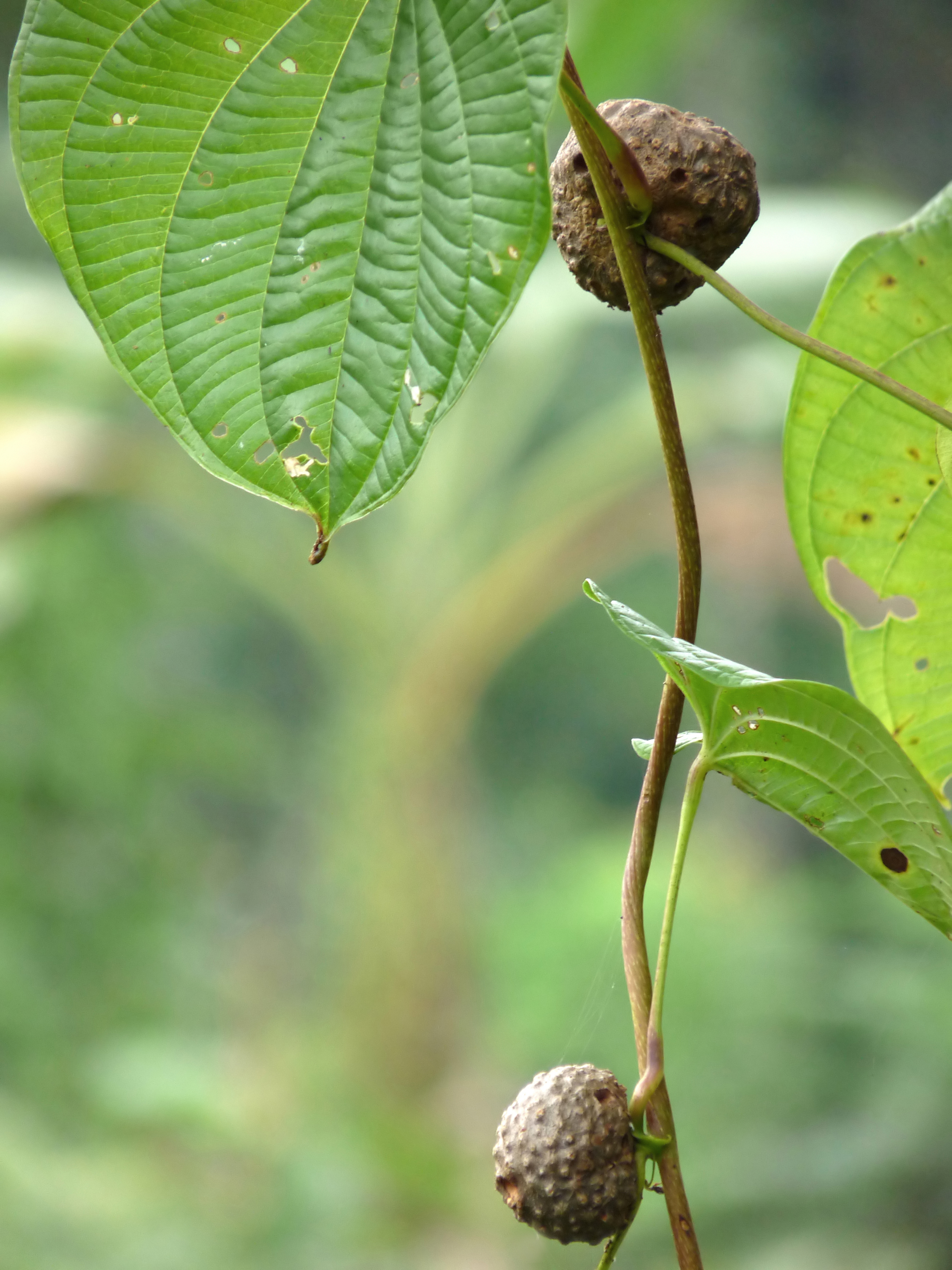
Sprossachsen mit Knollen von Dioscorea bulbifera

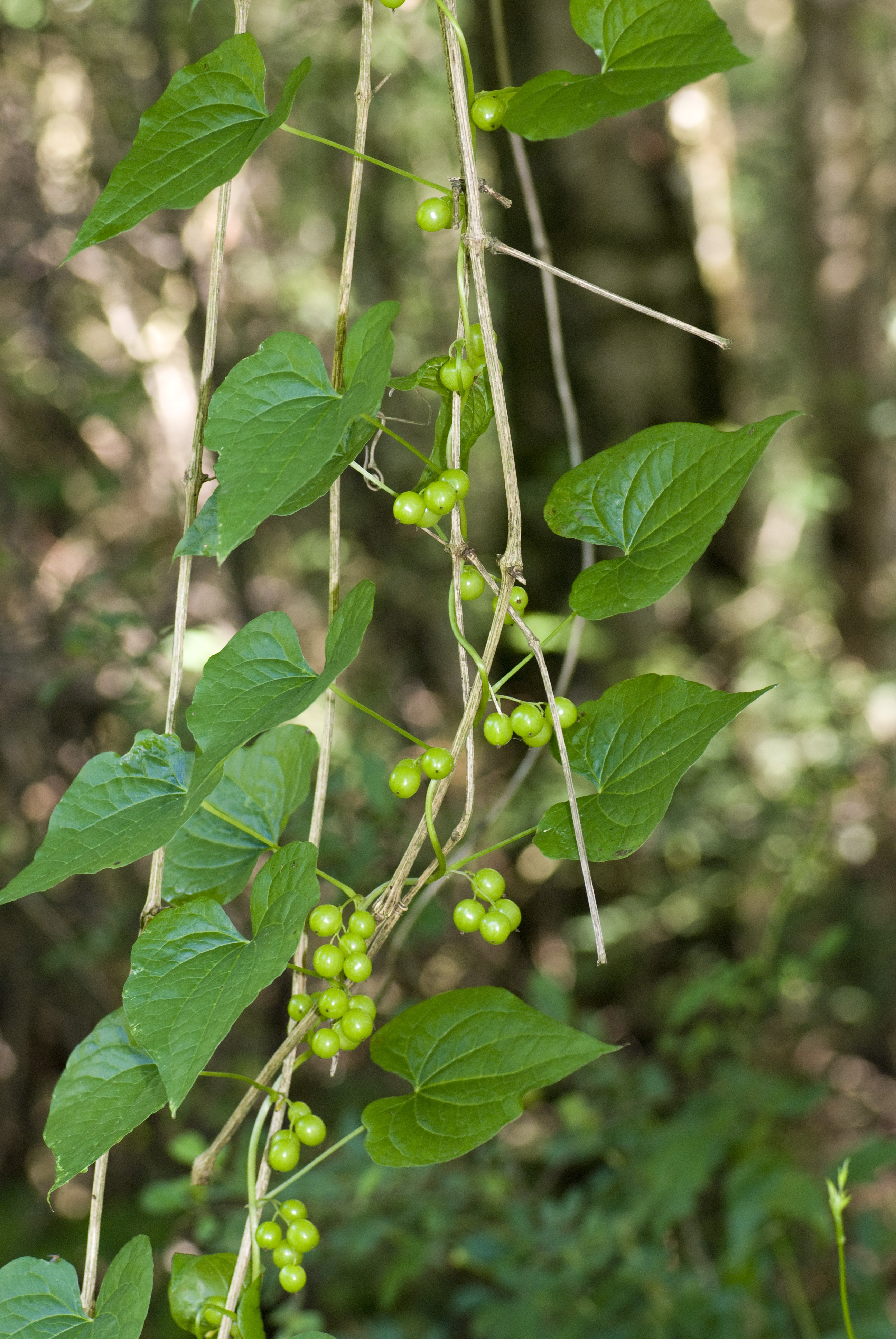
Schmerwurz (Dioscorea communis)

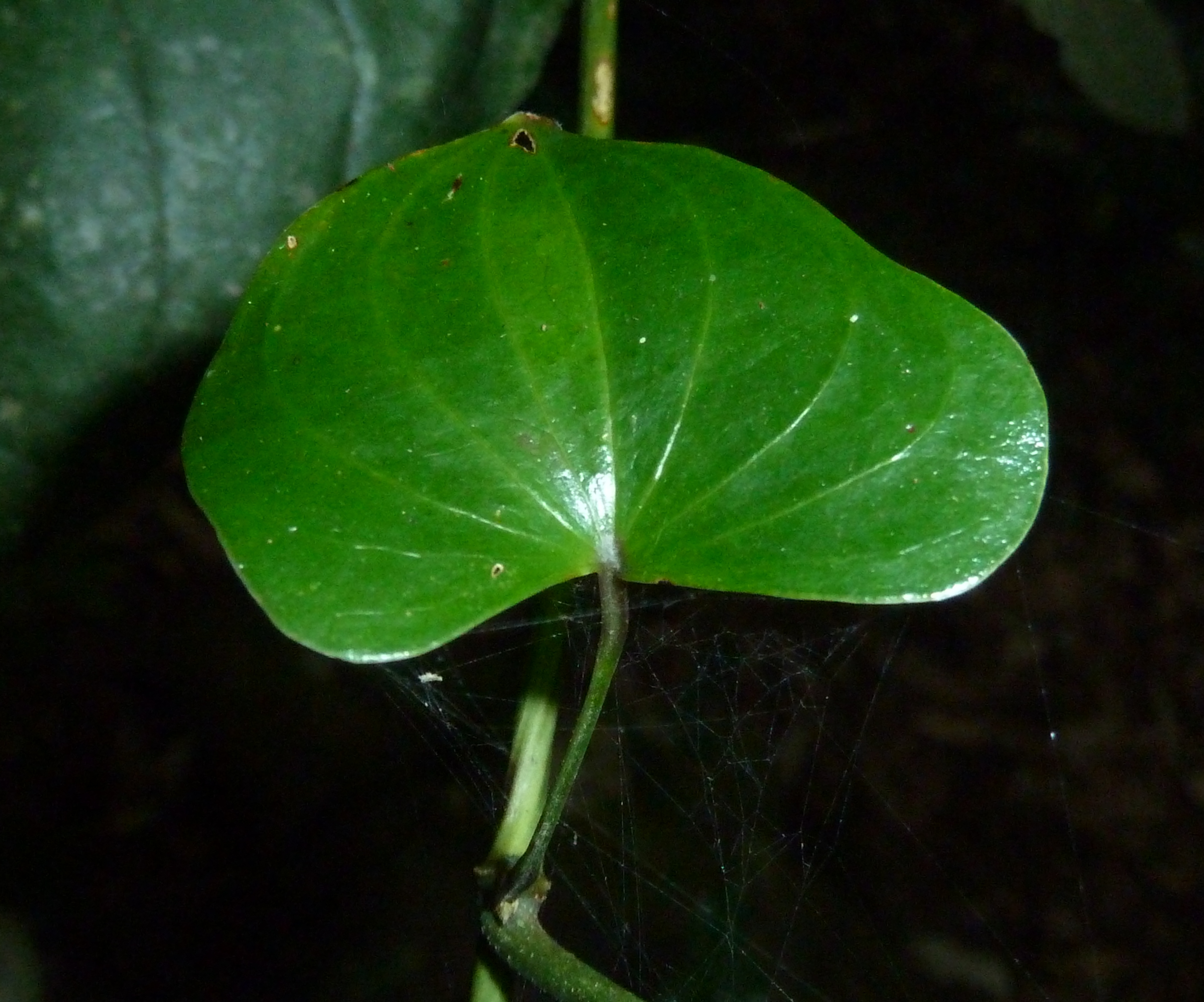
Gestieltes, einfaches Laubblatt von Dioscorea cotinifolia

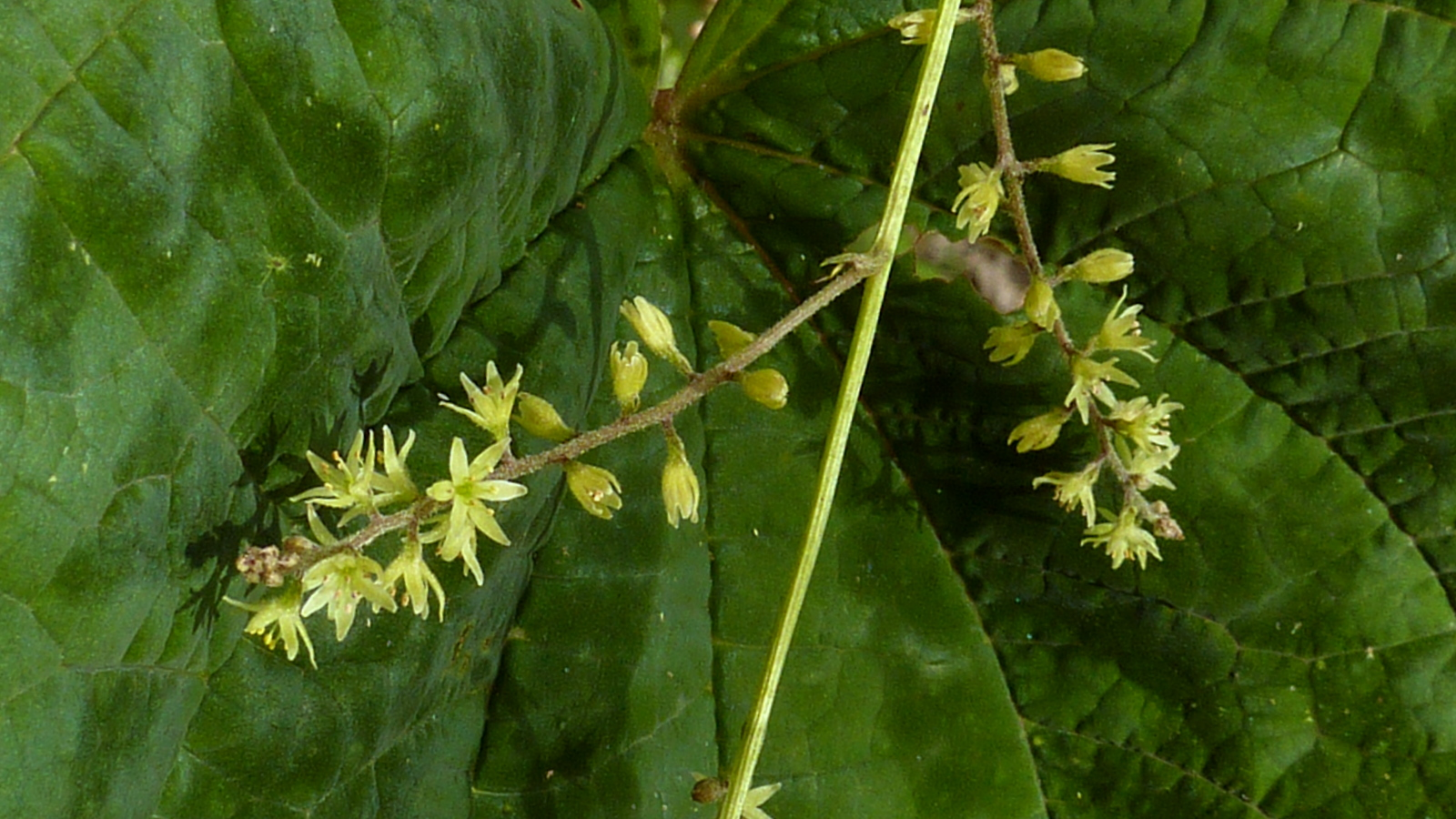
Dioscorea dodecaneura

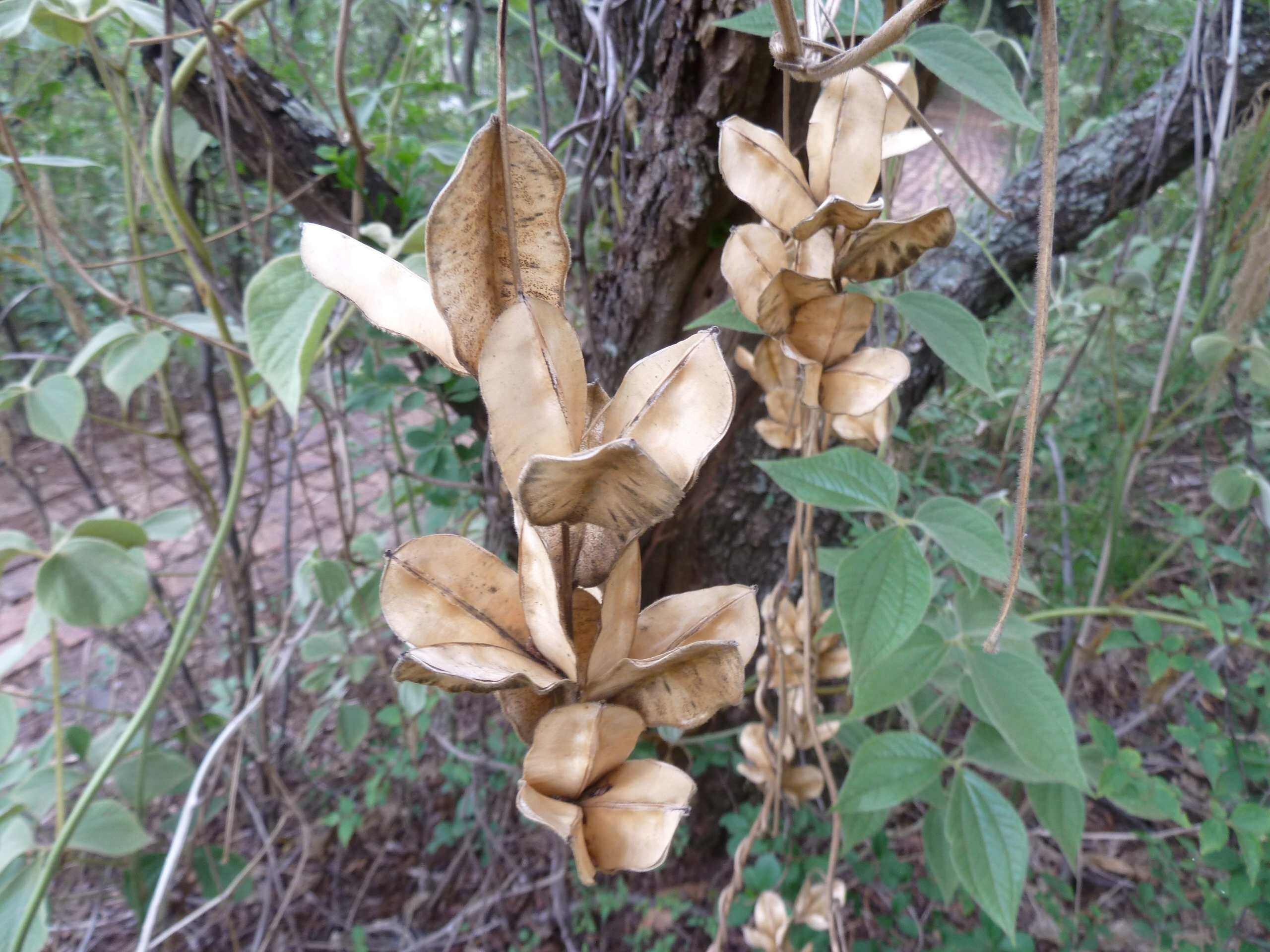
Dioscorea dregeana, fruchtend

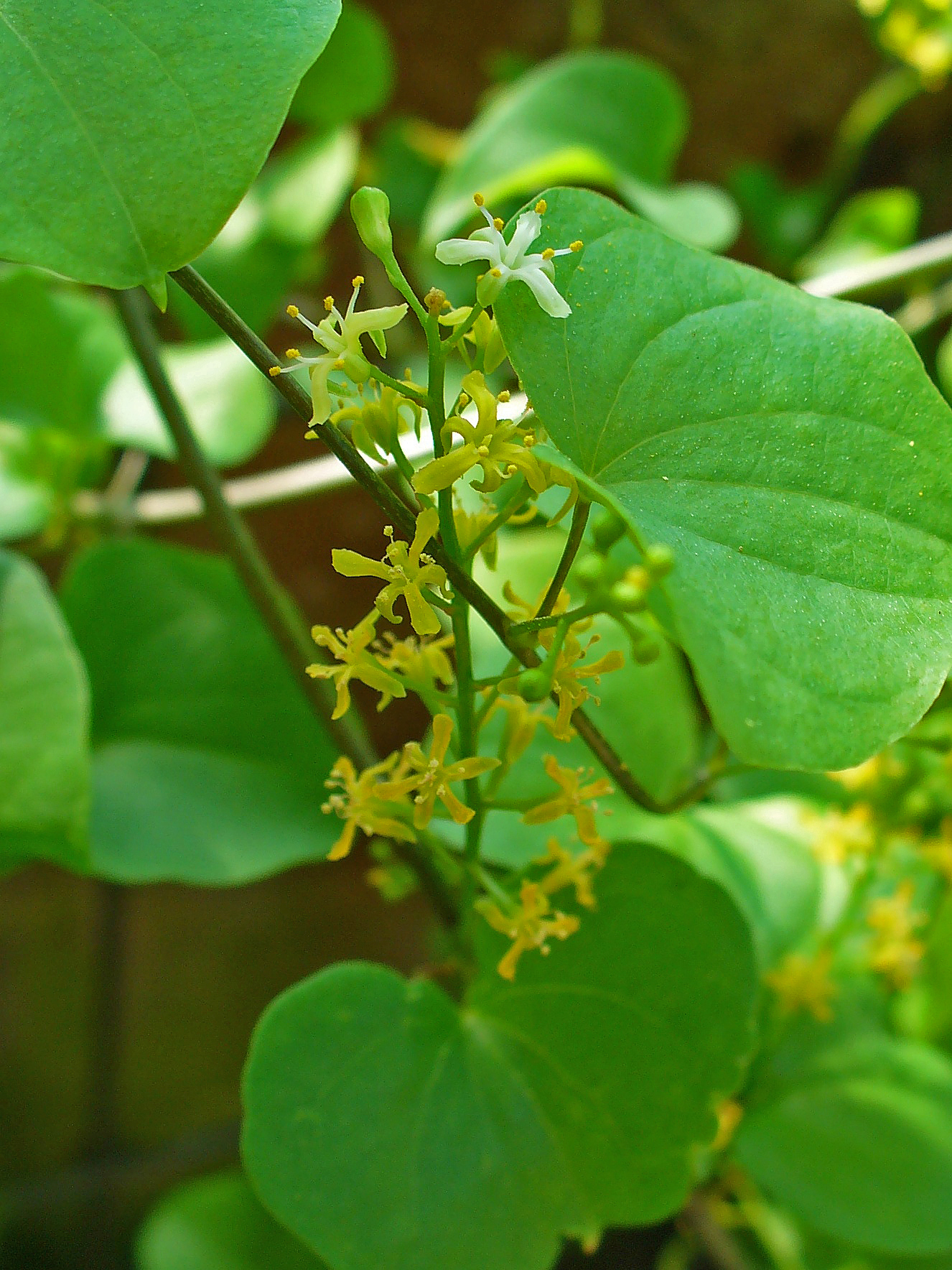
Blütenstand mit Blüten im Detail und einfache Laubblätter von Dioscorea elephantipes

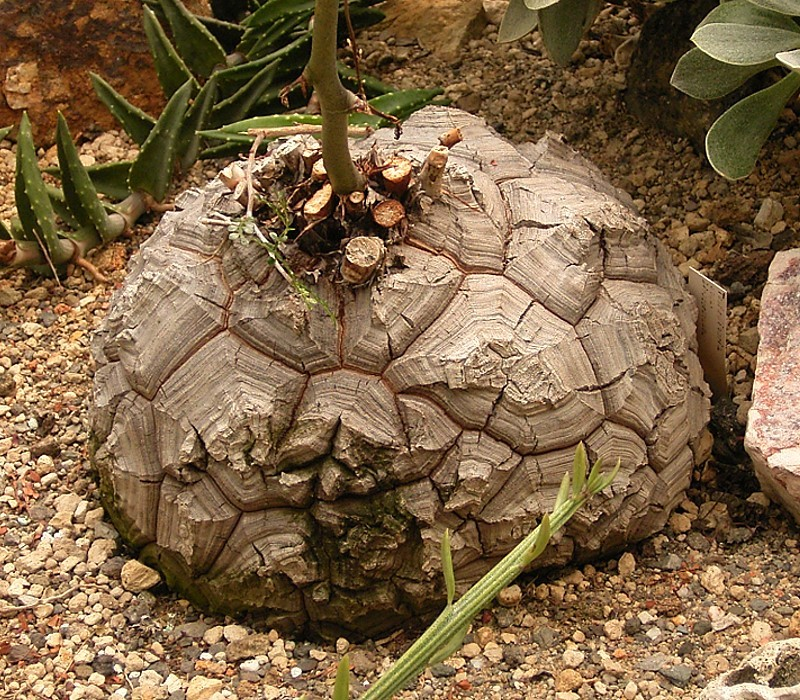
Knolle von Dioscorea elephantipes

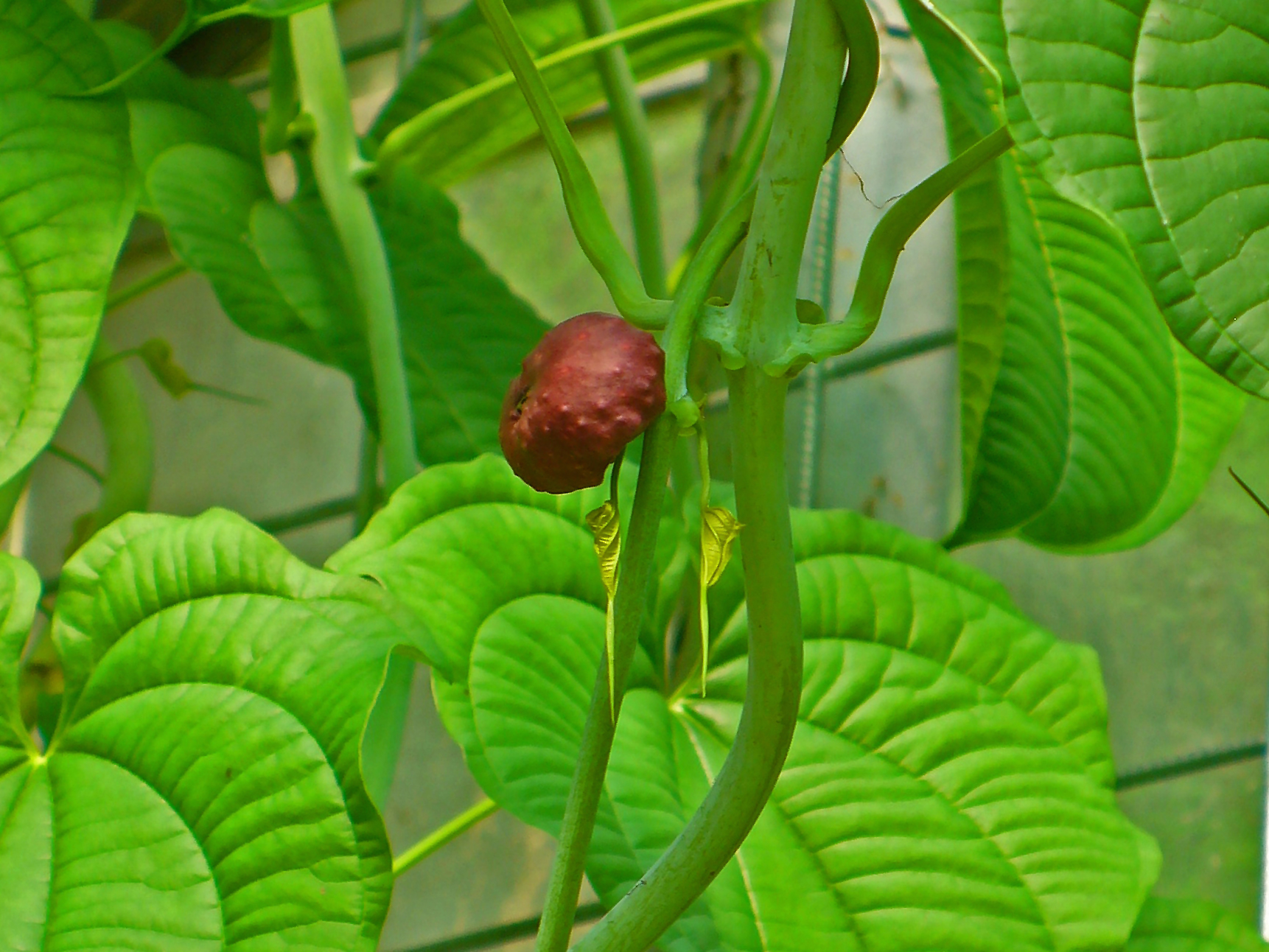
Kartoffel-Yams (Dioscorea esculenta)

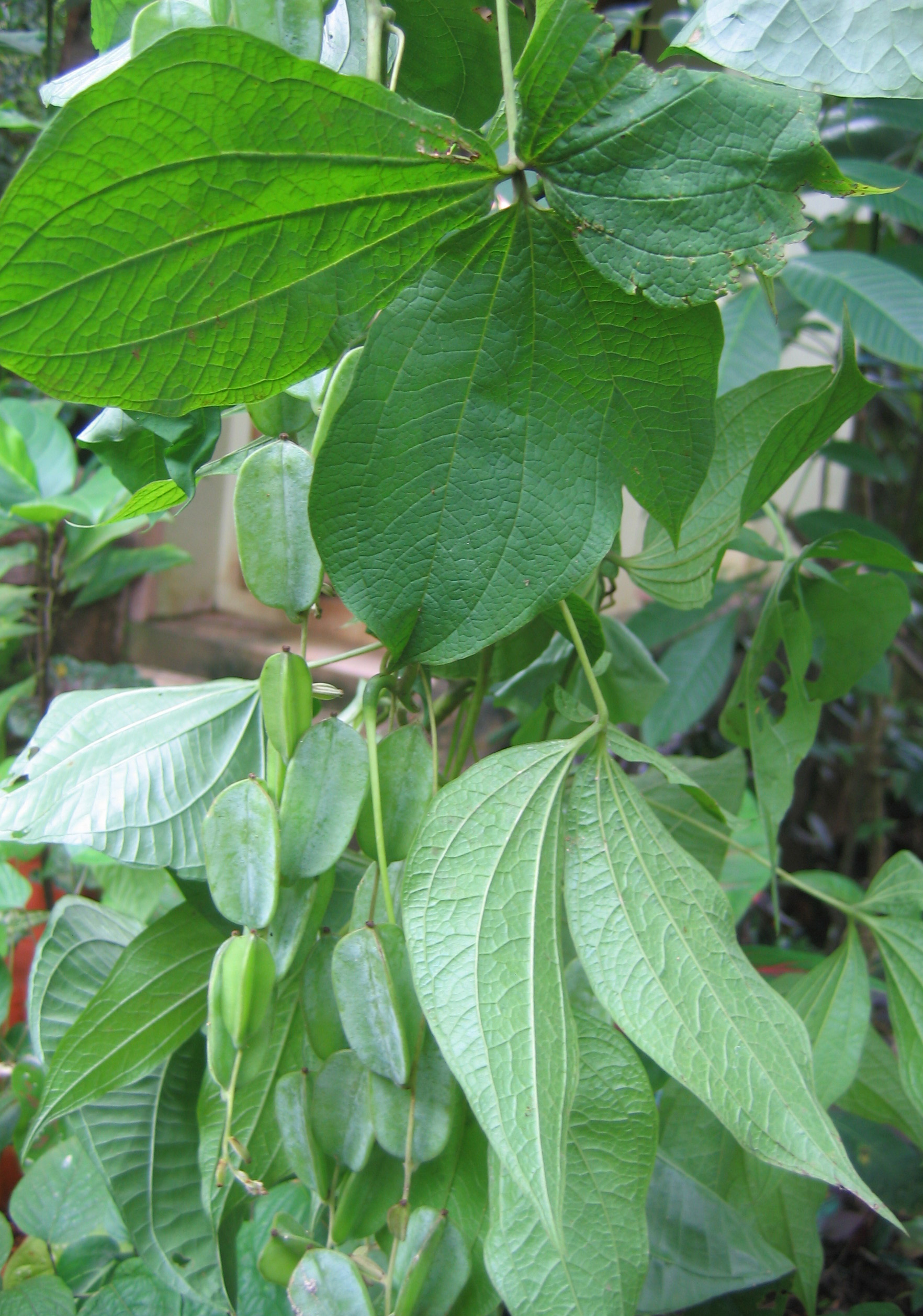
Früchte und fingerförmige Laubblätter der Giftigen Yams (Dioscorea hispida)

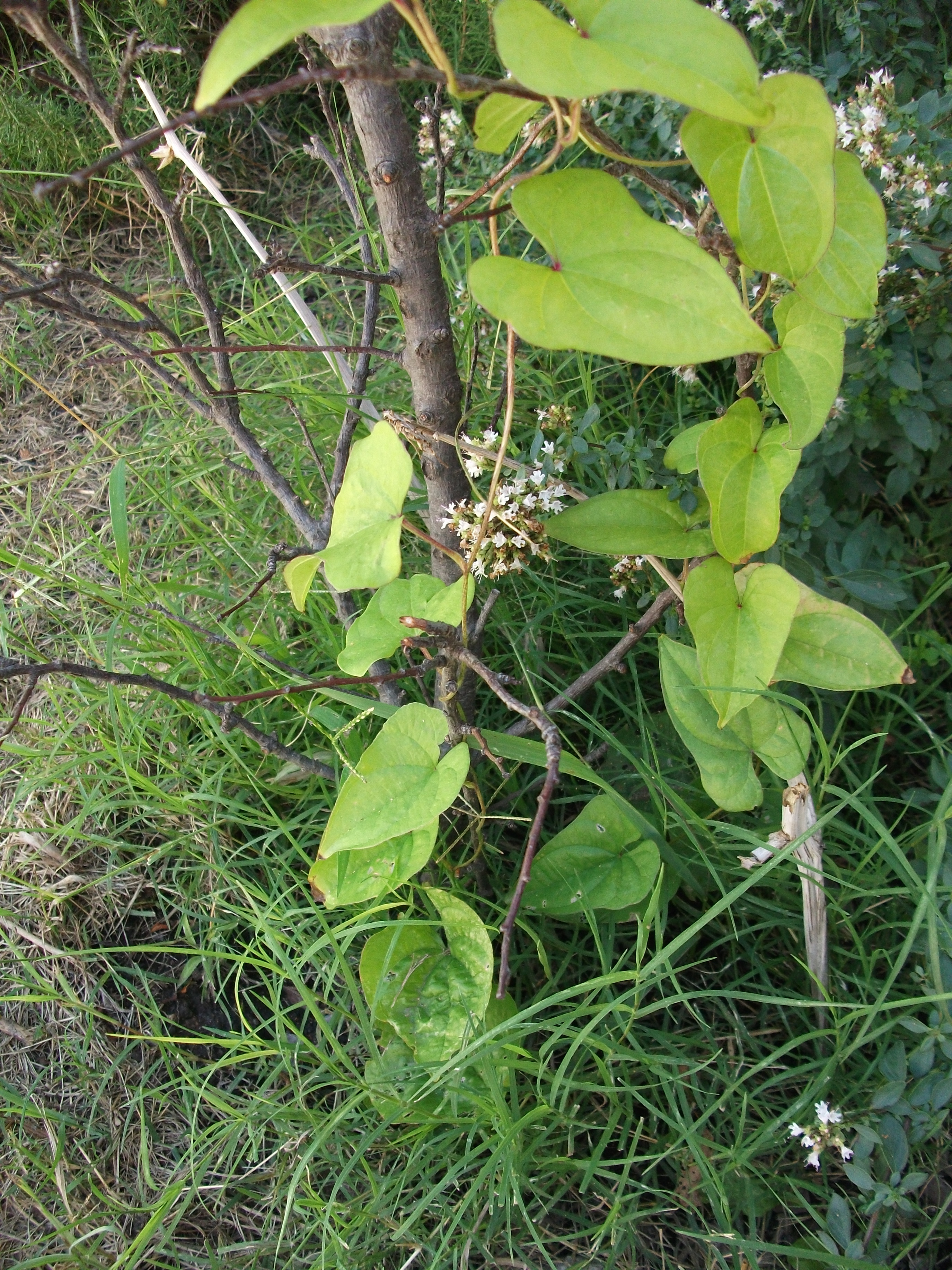
Dioscorea japonica

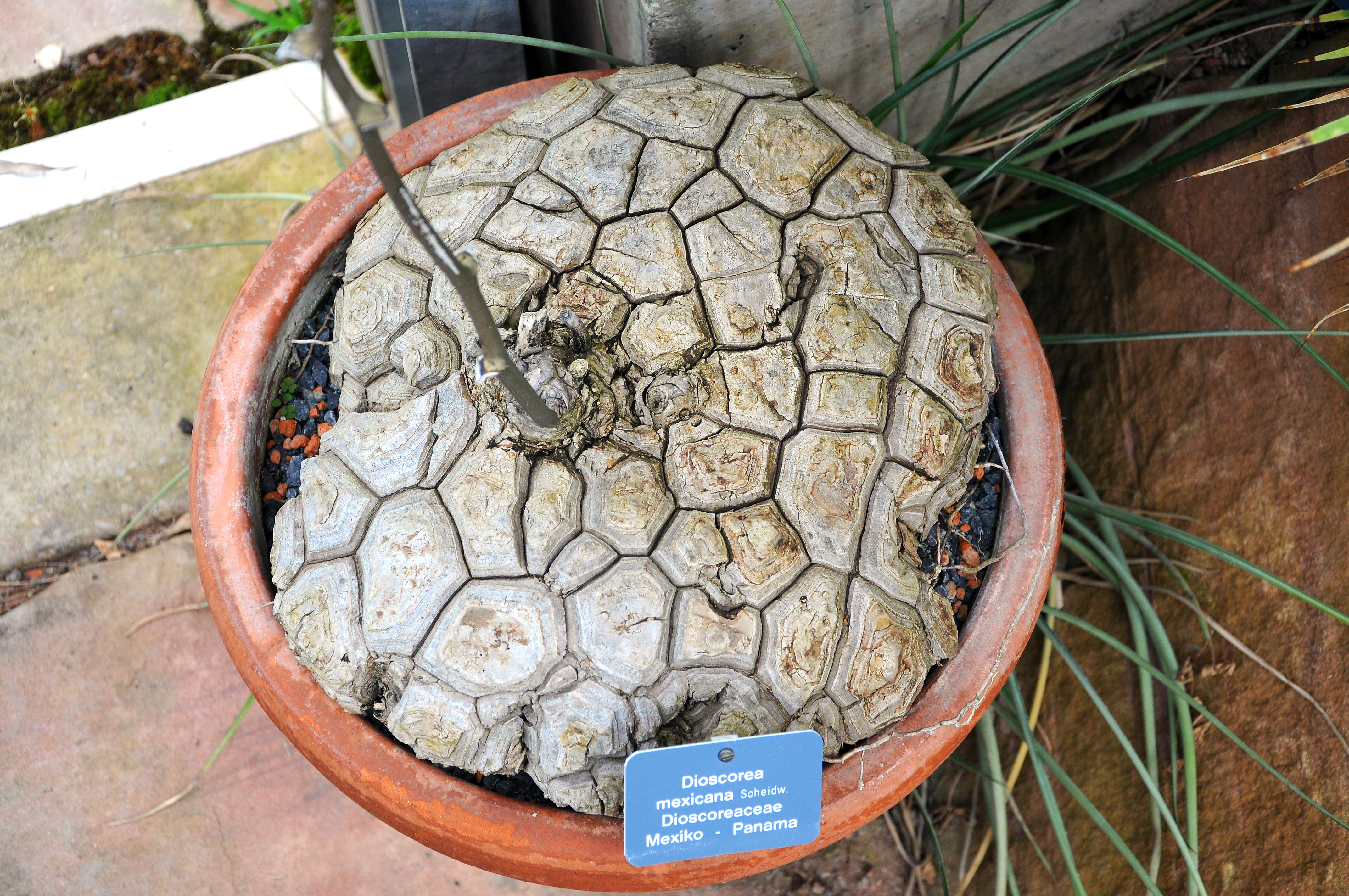
Knolle von Dioscorea mexicana

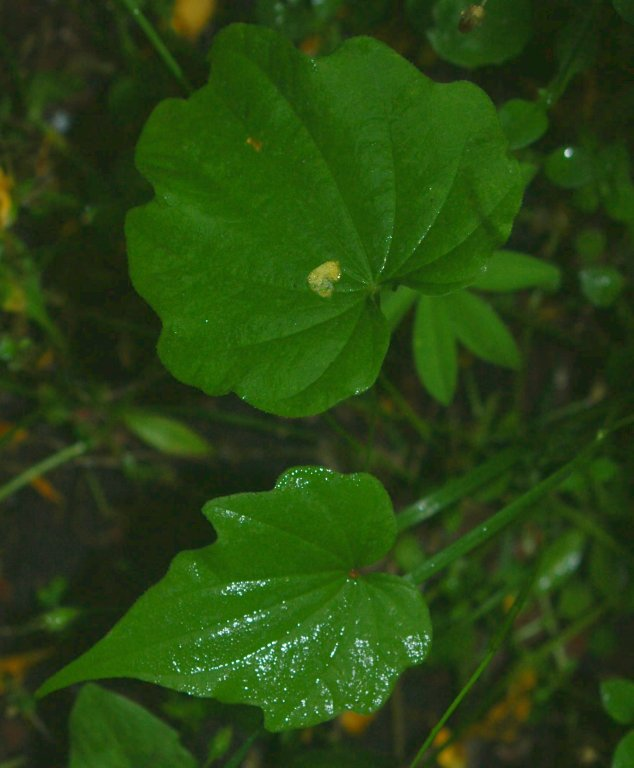
Dioscorea nipponica

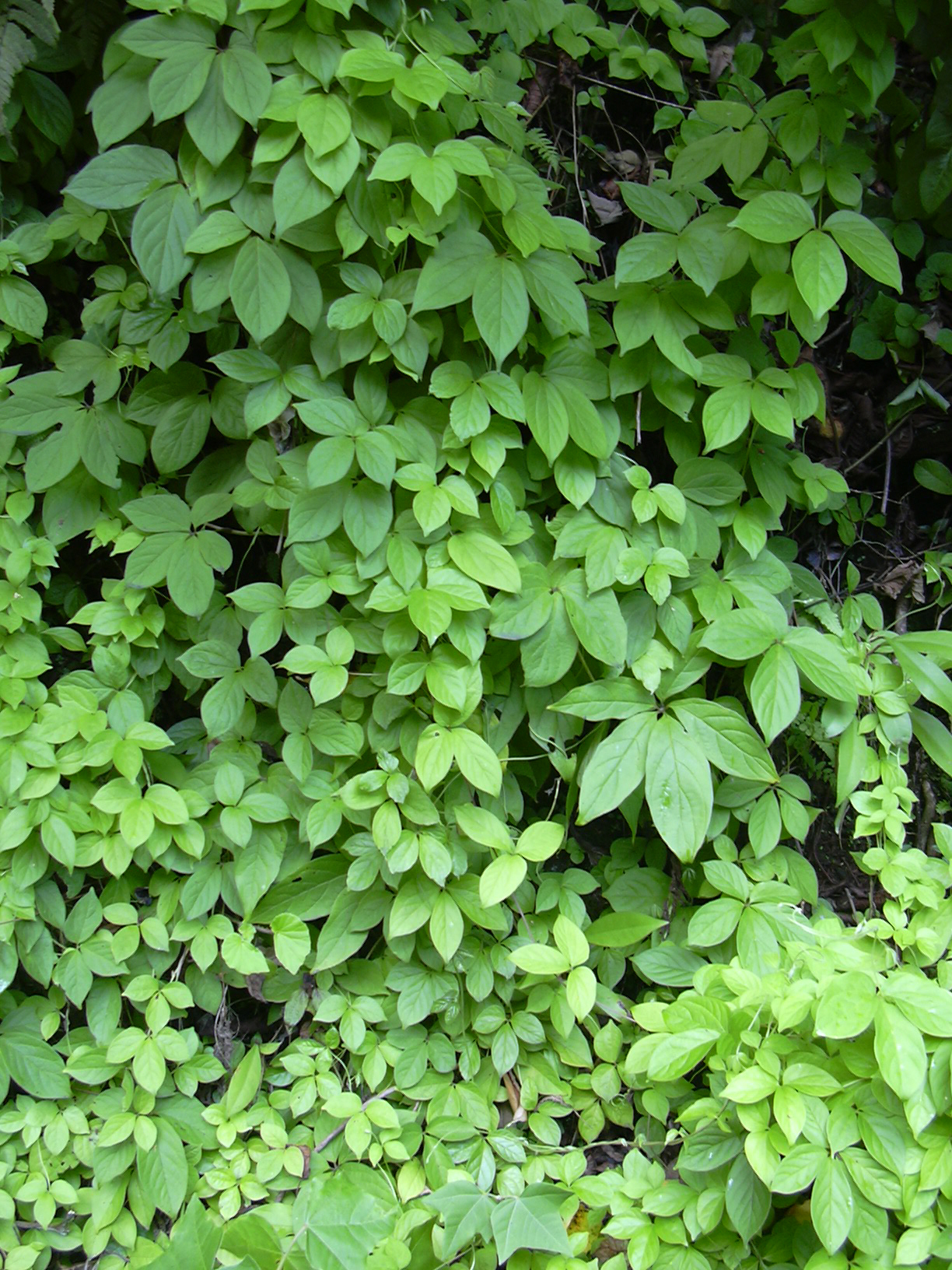
Habitus und fingerförmige Laubblätter von Dioscorea pentaphylla

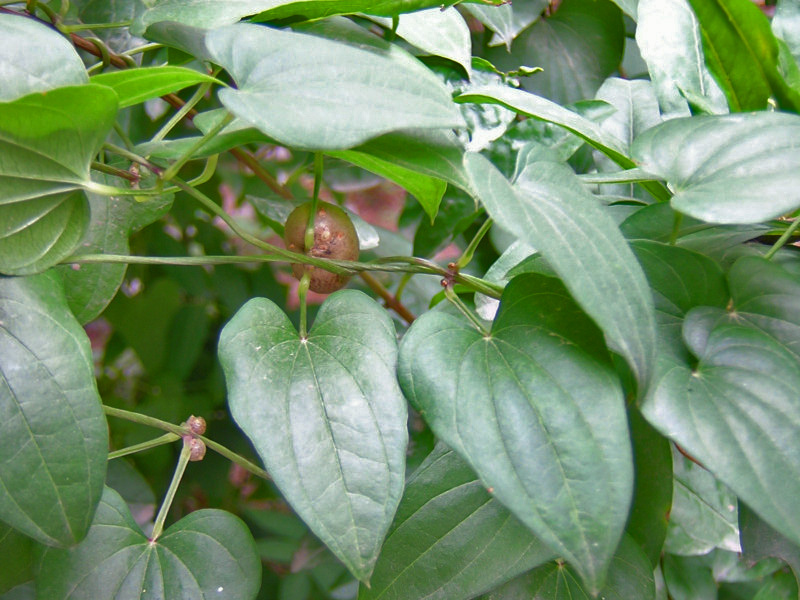
Habitus und gestielte, einfache Laubblätter der Chinesischen Yams (Dioscorea opposita)

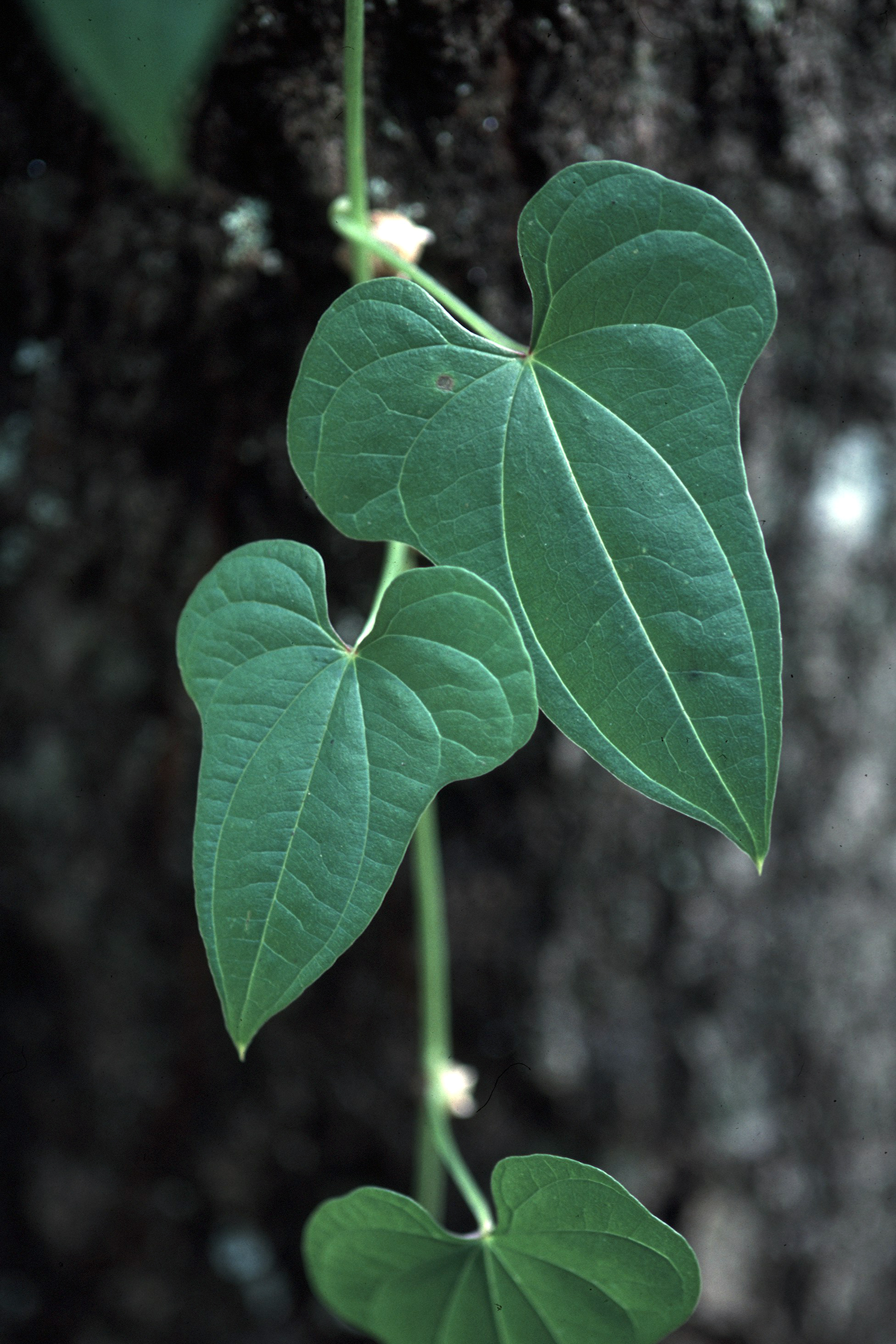
Gestielte Laubblätter von Dioscorea polystachya

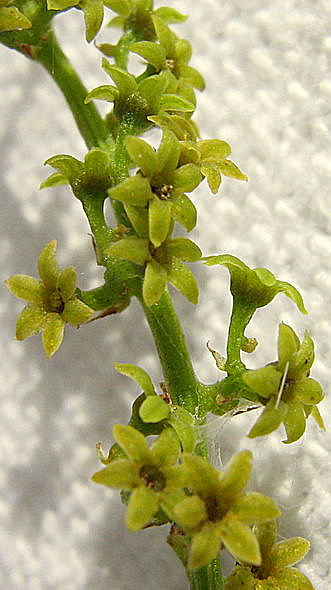
Dioscorea sincorensis

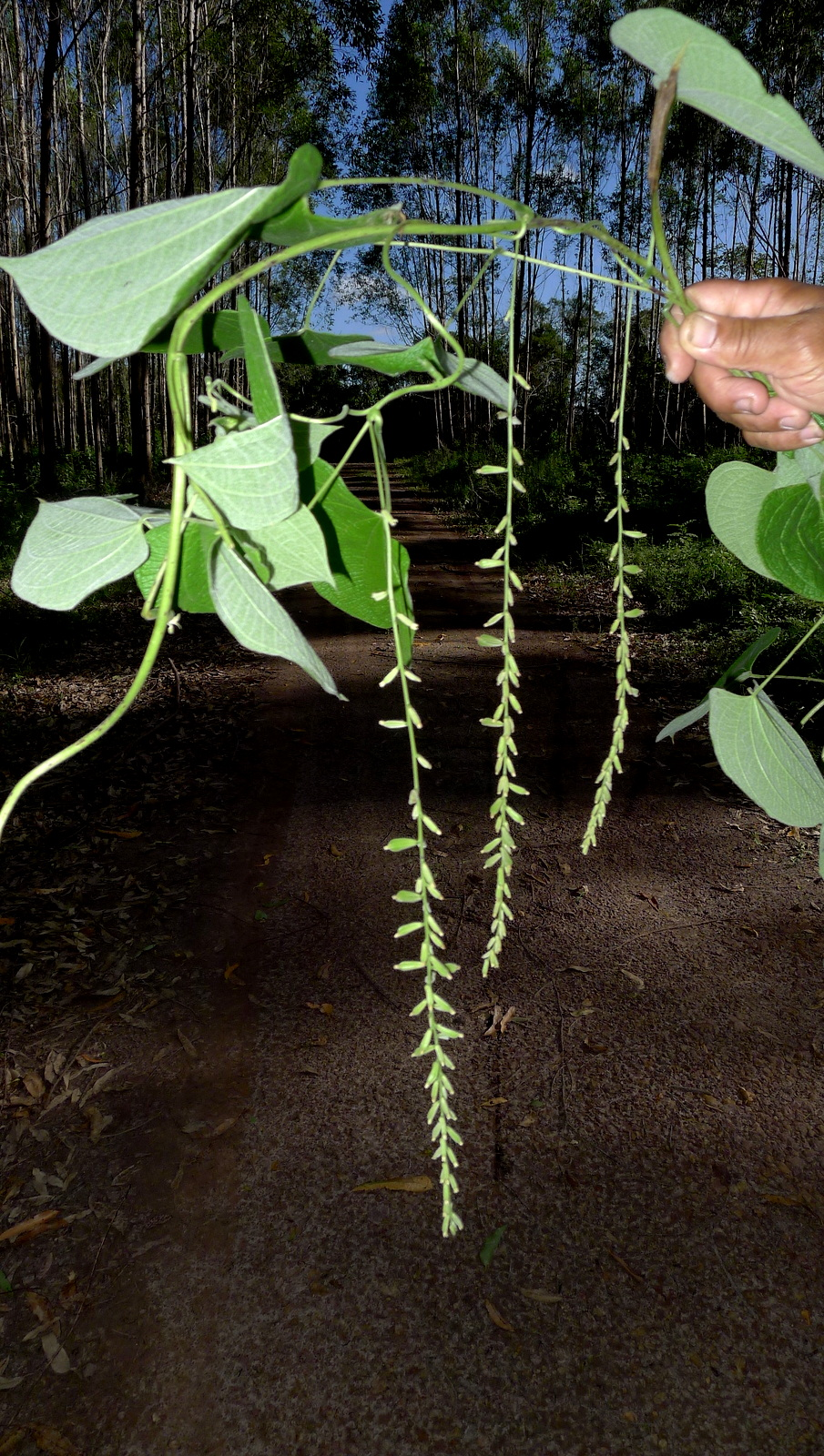
Dioscorea stegelmanniana

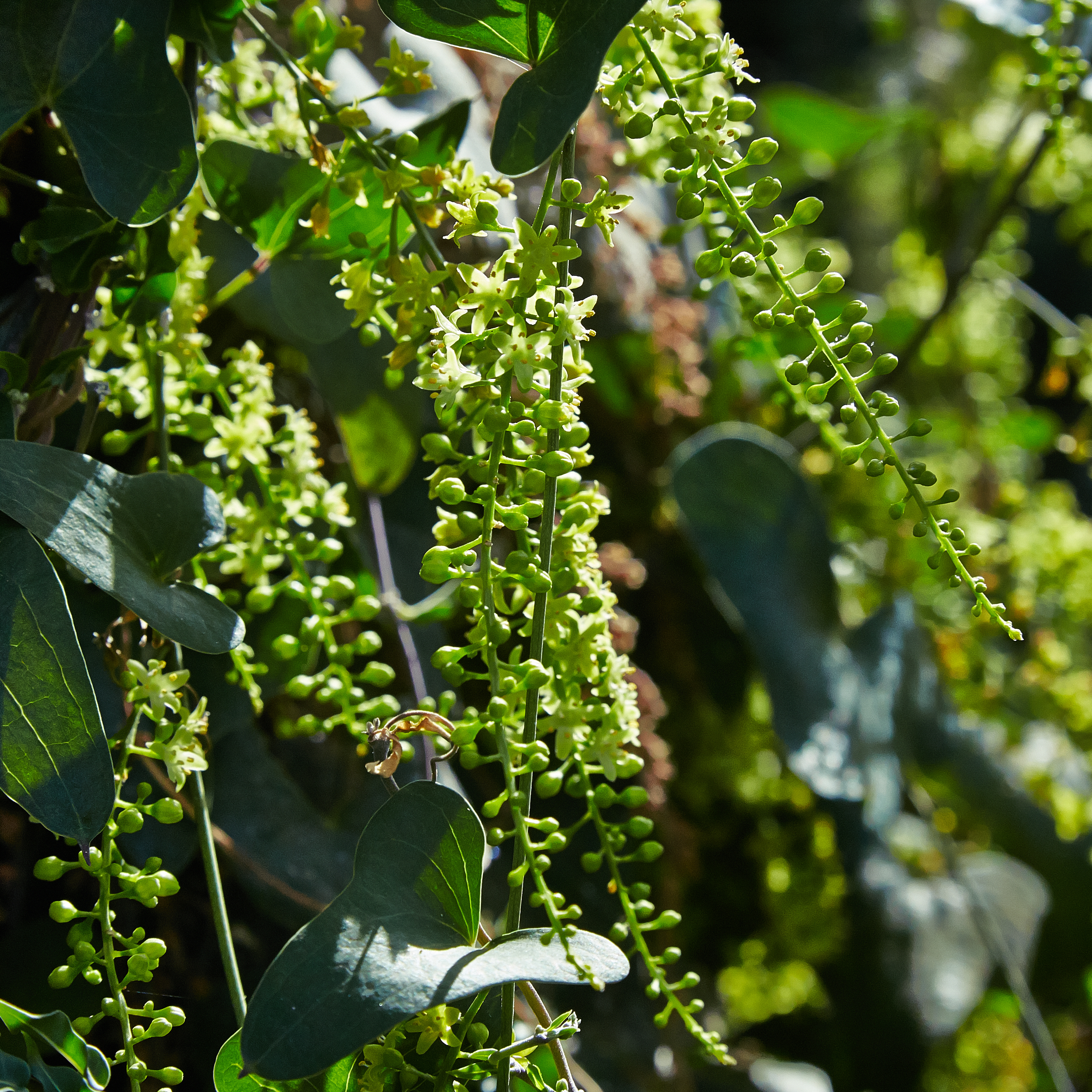
Dioscorea sylvatica

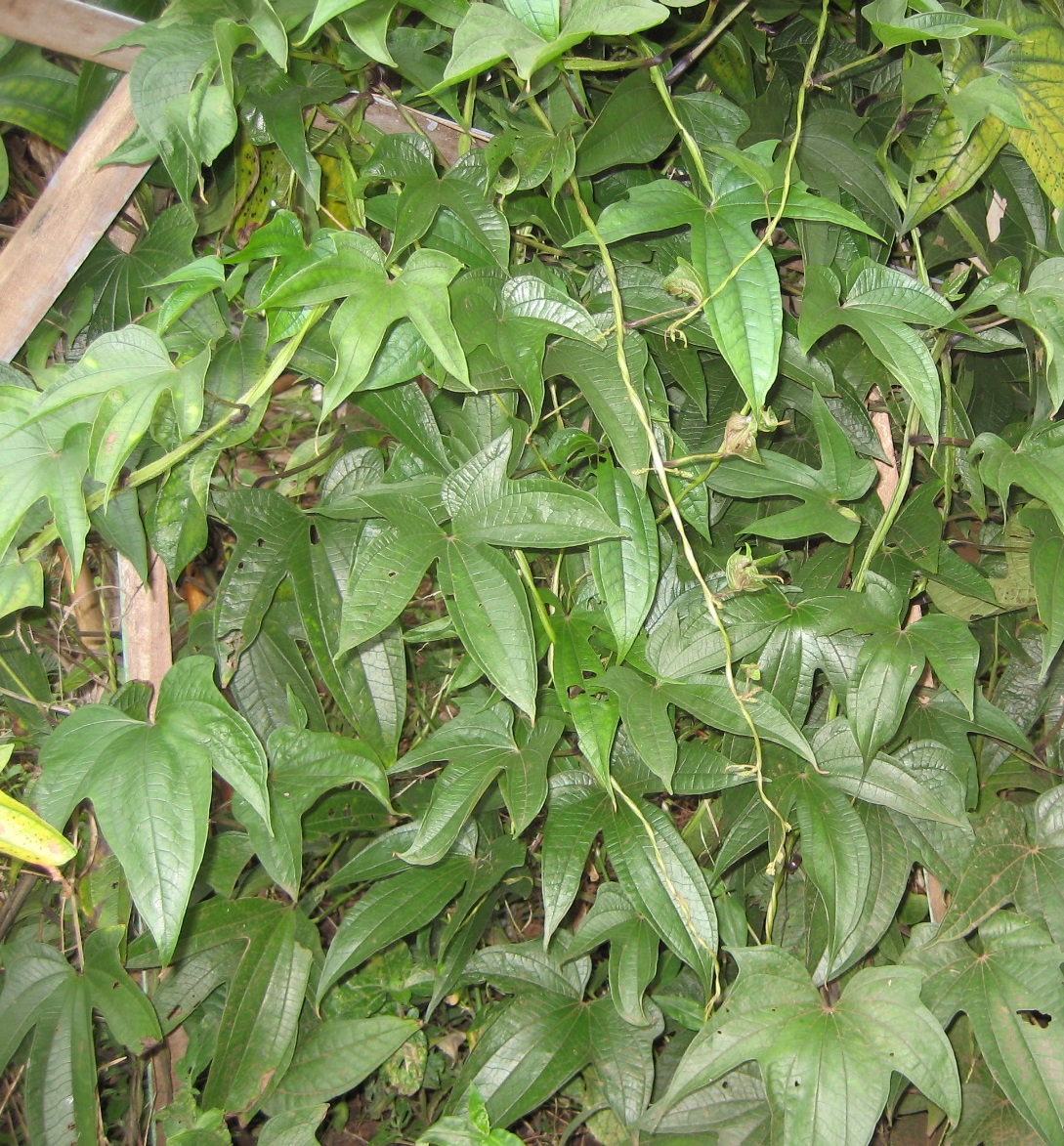
Habitus und Laubblätter von Dioscorea trifida

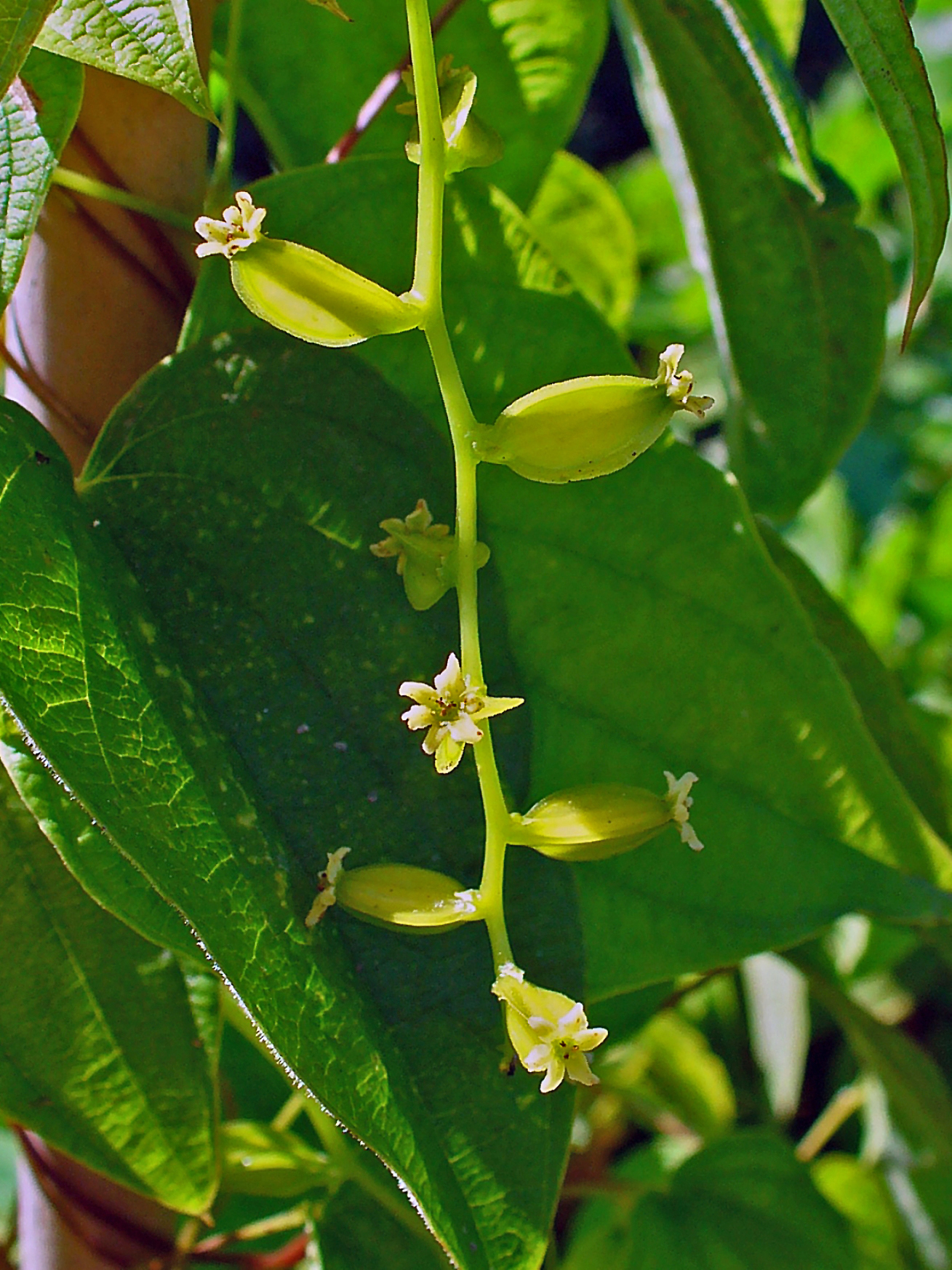
Wilde Yams (Dioscorea villosa)

- Dioscorea alainii Raz (Syn.: Rajania hastata L., Smilax hastata Jacq., Smilax lanceolata Walter nom. illeg., Smilax jacquinii Kunth nom. superfl., Smilax bona-nox var. hastata (Jacq.) O.E.Schulz nom. illeg.): Sie wurde 2016 von der Insel Hispaniola erstbeschrieben.[7]
- Purpur-Yams (Dioscorea alata L., Syn.: Dioscorea alata var. purpurea (Roxburgh) A.Pouchet, Dioscorea purpurea Roxburgh):[1] Sie bildet ganz unterschiedlich aussehende Wurzelknollen aus.
- Dioscorea alatipes Burkill & H.Perrier
- Dioscorea althaeoides R.Knuth[1]
- Dioscorea altissima Lam.
- Dioscorea amaranthoides C.Presl
- Dioscorea amazonum Mart. ex Griseb.
- Dioscorea amoena R.Knuth
- Dioscorea analalavensis Jum. & H.Perrier
- Dioscorea ancachsensis R.Knuth
- Dioscorea andina Phil.
- Dioscorea andromedusae O.Téllez
- Dioscorea anomala Griseb.
- Dioscorea antaly Jum. & H.Perrier
- Dioscorea antucoana Uline ex R.Knuth
- Dioscorea arachidna Prain & Burkill
- Dioscorea araucana Phil.
- Dioscorea arcuatinervis Hochr.
- Dioscorea argyrogyna Uline ex R.Knuth
- Dioscorea arifolia C.Presl
- Dioscorea aristolochiifolia Poepp.
- Dioscorea asclepiadea Prain & Burkill
- Dioscorea aspera Humb. & Bonpl. ex Willd.
- Dioscorea aspersa Prain & Burkill[1]
- Dioscorea asperula Pedralli
- Dioscorea asteriscus Burkill
- Dioscorea atrescens R.Knuth
- Dioscorea auriculata Poepp.
- Dioscorea bahiensis R.Knuth
- Dioscorea bako Wilkin
- Balkan-Yams oder „Balkan-Schmerwurz“ (Dioscorea balcanica Košanin): Sie kommt im südwestlichen früheren Jugoslawien und in Albanien vor.
- Dioscorea bancana Prain & Burkill
- Dioscorea banzhuana S.J.Pei & C.T.Ting[1]
- Dioscorea baracoensis (R.Knuth) Raz (Syn.: Rajania baracoensis R.Knuth, Rajania tenuiflora R.Knuth): Diese Neukombination erfolgte 2016. Sie kommt nur im östlichen Kuba und in Haiti vor.[7]
- Dioscorea bartlettii C.V.Morton
- Dioscorea basiclavicaulis Rizzini & A.Mattos
- Dioscorea batatas Decne
- Dioscorea baya De Wild.
- Dioscorea beecheyi R.Knuth
- Dioscorea belophylla (Prain) Voigt ex Haines
- Dioscorea bemandry Jum. & H.Perrier
- Dioscorea bemarivensis Jum. & H.Perrier
- Dioscorea benthamii Prain & Burkill
- Dioscorea berenicea McVaugh
- Dioscorea bermejensis R.Knuth
- Dioscorea bernoulliana Prain & Burkill
- Dioscorea besseriana Kunth
- Dioscorea beyrichii R.Knuth
- Dioscorea bicolor Prain & Burkill
- Dioscorea biformifolia S.J.Pei & C.T.Ting
- Dioscorea biloba (Phil.) Caddick & Wilkin
- Dioscorea biplicata R.Knuth
- Dioscorea birmanica Prain & Burkill
- Dioscorea birschelii Harms ex R.Knuth
- Dioscorea blumei Prain & Burkill
- Dioscorea bolivarensis Steyerm.
- Dioscorea bonii Prain & Burkill
- Dioscorea bosseri Haigh & Wilkin
- Dioscorea brachybotrya Poepp.
- Dioscorea brachystachya Phil.
- Dioscorea bradei R.Knuth
- Dioscorea brandisii Prain & Burkill
- Dioscorea brevipetiolata Prain & Burkill
- Dioscorea bridgesii Griseb. ex Kunth
- Dioscorea brownii Schinz
- Dioscorea bryoniifolia Poepp.
- Dioscorea buchananii Benth.
- Dioscorea buckleyana Wilkin
- Dioscorea bulbifera L.
- Dioscorea bulbotricha Hand.-Mazz.
- Dioscorea burchellii Baker
- Dioscorea burkilliana J.Miège
- Dioscorea cachipuertensis Ayala
- Dioscorea calcicola Prain & Burkill
- Dioscorea caldasensis R.Knuth
- Dioscorea calderillensis R.Knuth
- Dioscorea callacatensis R.Knuth
- Dioscorea cambodiana Prain & Burkill
- Dioscorea campanulata Uline ex R.Knuth
- Dioscorea campestris Griseb.
- Dioscorea campos-portoi R.Knuth
- Dioscorea carionis Prain & Burkill
- Dioscorea carpomaculata O.Téllez & B.G.Schub.
- Dioscorea castilloniana Hauman
- Dioscorea catharinensis R.Knuth
- Dioscorea caucasica Lipsky
- Dioscorea cayennensis Lam.:
  - Dioscorea cayennensis Lam. subsp. cayennensis
  - Guinea-Yams (Dioscorea cayennensis subsp. rotundata (Poir.) J.Miège, Syn.: Dioscorea rotundata Poir.)
- Dioscorea cephalocarpa (Uline ex R.Knuth) Raz
- Dioscorea ceratandra Uline ex R.Knuth
- Dioscorea chacoensis R.Knuth
- Dioscorea chagllaensis R.Knuth
- Dioscorea chancayensis R.Knuth
- Dioscorea chaponensis R.Knuth
- Dioscorea chiapasensis Matuda
- Dioscorea chimborazensis R.Knuth
- Dioscorea chingii Prain & Burkill
- Dioscorea choriandra Uline ex R.Knuth
- Dioscorea chouardii Gaussen (Syn.: Borderea chouardii (Gaussen) Gaussen & Heslot): Dieser Endemit kommt nur in den spanischen Pyrenäen im Tal Noguera Ribagorzana vor.
- Dioscorea cienegensis R.Knuth
- Dioscorea cinnamomifolia Hook.
- Dioscorea cirrhosa Lour.
- Dioscorea cissophylla Phil.
- Dioscorea claessensii De Wild.
- Dioscorea claussenii Uline ex R.Knuth
- Dioscorea claytonii Ayala
- Dioscorea cochleariapiculata De Wild.
- Dioscorea collettii Hook. f.
- Gemeine Schmerwurz (Dioscorea communis (L.) Caddick & Wilkin, Syn.: Tamus communis L., Tamus edulis Lowe): Sie ist in Westeuropa und von Makaronesien über den Mittelmeerraum bis zum Iran verbreitet.
- Dioscorea commutata R.Knuth
- Dioscorea comorensis R.Knuth
- Dioscorea compacta D.Araújo
- Dioscorea composita Hemsl.
- Dioscorea contracta R.Knuth
- Dioscorea convolvulacea Cham. & Schltdl.
- Dioscorea conzattii R.Knuth
- Dioscorea cordata (L.) Raz
- Dioscorea cordifolia Laness.
- Dioscorea coreana (Prain & Burkill) R.Knuth
- Dioscorea coriacea Humb. & Bonpl. ex Willd.
- Dioscorea coripatenis J.F.Macbr.
- Dioscorea coronata Hauman
- Dioscorea cotinifolia Kunth
- Dioscorea craibiana Prain & Burkill
- Dioscorea crateriflora R.Knuth
- Dioscorea crotalariifolia Uline
- Dioscorea cruzensis R.Knuth
- Dioscorea cubensis R.Knuth
- Dioscorea cumingii Prain & Burkill
- Dioscorea curitybensis R.Knuth
- Dioscorea cuspidata Humb. & Bonpl. ex Willd.
- Dioscorea cuyabensis R.Knuth
- Dioscorea cyanisticta J.D.Sm.
- Dioscorea cymosula Hemsl.
- Dioscorea cyphocarpa C.B.Rob. ex Knuth
- Dioscorea daunea Prain & Burkill
- Dioscorea davidsei O.Téllez
- Dioscorea de-mourae Uline ex R.Knuth
- Dioscorea debilis Uline ex R.Knuth
- Dioscorea decaryana H.Perrier
- Dioscorea decipiens Hook. f.
- Dioscorea decorticans C.Presl
- Dioscorea deflexa Griseb.
- Dioscorea delavayi Franch.
- Dioscorea delicata R.Knuth
- Dioscorea deltoidea Wall. ex Griseb.
- Dioscorea dendrotricha Uline
- Dioscorea densiflora Hemsl.
- Dioscorea depauperata Prain & Burkill
- Dioscorea diamantinensis R.Knuth
- Dioscorea dicranandra Donn.Sm.
- Dioscorea dielsii R.Knuth
- Dioscorea dissimulans Prain & Burkill
- Dioscorea divaricata Blanco, siehe Dioscorea polystachya
- Dioscorea diversifolia Griseb.
- Dioscorea dodecaneura Vell.
- Dioscorea dregeana (Kunth) T.Durand & Schinz
- Dioscorea duchassaingii R.Knuth
- Dioscorea dugesii C.B.Rob.
- Bittere Yams (Dioscorea dumetorum (Kunth) Pax)
- Dioscorea dumetosa Uline ex R.Knuth
- Dioscorea ekmanii R.Knuth
- Dioscorea elegans Ridl. ex Prain & Burkill
- Dioscorea elephantipes (L’Hér.) Engl. (Syn.: Tamus elephantipes L’Hér., Testudinaria elephantipes (L’Hér.) Burch., Dioscorea elephantopus Spreng. nom. illeg., Rhizemys elephantipes (L’Hér.) Raf., Dioscorea testudinaria R.Knuth nom. illeg., Testudinaria montana Burch., Dioscorea montana (Burch.) Spreng., Rhizemys montana (Burch.) Raf.): Sie kommt nur in den südafrikanischen Provinzen Ost-, Nord- sowie Westkap vor.
- Dioscorea entomophila Hauman
- Dioscorea epistephioides Taub.
- Dioscorea escuintlensis Matuda
- Kartoffel-Yams (Dioscorea esculenta (Lour.) Burkill, Syn.: Dioscorea aculeata L., Dioscorea fasciculata Roxb., Dioscorea sativa auct., Oncus esculentus Lour.): Sie bildet Rhizome.
- Dioscorea esquirolii Prain & Burkill
- Dioscorea exalata C.T.Ting & M.C.Chang[1]
- Dioscorea fandra H.Perrier
- Dioscorea fasciculocongesta (Sosa & B.G.Schub.) O.Téllez
- Dioscorea fastigiata Gay
- Dioscorea fendleri R.Knuth
- Dioscorea ferreyrae Ayala
- Dioscorea filiformis Blume
- Dioscorea flabellifolia Prain & Burkill
- Dioscorea flabellispina R.Couto & J.M.A.Braga
- Dioscorea flaccida R.Knuth
- Dioscorea floribunda M.Martens & Galeotti
- Florida-Yams (Dioscorea floridana Bartlett)
- Dioscorea fodinarum Kunth
- Dioscorea fordii Prain & Burkill
- Dioscorea formosana R.Knuth
- Dioscorea fractiflexa R.Knuth
- Dioscorea fuliginosa R.Knuth
- Dioscorea furcata Griseb.
- Dioscorea futschauensis Uline ex R.Knuth
- Dioscorea galeottiana Kunth
- Dioscorea galiiflora R.Knuth
- Dioscorea gallegosi Matuda
- Dioscorea garrettii Prain & Burkill
- Dioscorea gaumeri R.Knuth
- Dioscorea gentryi O.Téllez
- Dioscorea gillettii Milne-Redh.
- Dioscorea glabra Roxb.
- Dioscorea glandulosa (Griseb.) Klotzsch ex Kunth
- Dioscorea glomerulata Hauman
- Dioscorea gomez-pompae O.Téllez
- Dioscorea gracilicaulis R.Knuth
- Dioscorea gracilipes Prain & Burkill
- Dioscorea gracilis Hook. ex Poepp.
- Dioscorea gracillima Miq.
- Dioscorea grandiflora Mart. ex Griseb.
- Dioscorea grandis R.Knuth
- Dioscorea grata Prain & Burkill
- Dioscorea gribinguiensis Baudon
- Dioscorea grisebachii Kunth
- Dioscorea guerrerensis R.Knuth
- Dioscorea guianensis R.Knuth
- Dioscorea haenkeana C.Presl
- Dioscorea hamiltonii Hook. f.
- Dioscorea hassleriana Chodat
- Dioscorea hastata Mill.
- Dioscorea hastatissima Rusby
- Dioscorea hastifolia Nees
- Dioscorea hastiformis R.Knuth
- Dioscorea haumanii Xifreda
- Dioscorea havilandii Prain & Burkill
- Dioscorea hebridensis R.Knuth
- Dioscorea hemicrypta Burkill
- Dioscorea hemsleyi Prain & Burkill
- Dioscorea heptaneura Vell.
- Dioscorea herbert-smithii Rusby
- Dioscorea herzogii R.Knuth
- Dioscorea heteropoda Baker
- Dioscorea hexagona Baker
- Dioscorea hieronymi Uline ex R.Knuth
- Dioscorea hintonii R.Knuth
- Dioscorea hirtiflora Benth.
- Giftige Yams (Dioscorea hispida Dennst., Syn.: Dioscorea daemona Roxb.)
- Dioscorea holmioidea Maury
- Dioscorea hombuka H.Perrier
- Dioscorea hondurensis R.Knuth
- Dioscorea howardiana O.Téllez, B.G.Schub. & Geeta
- Dioscorea humifusa Poepp.
- Dioscorea humilis Bertero ex Colla
- Dioscorea hunzikeri Xifreda
- Dioscorea hyalinomarginata Raz
- Dioscorea igualamontana Matuda
- Dioscorea incayensis R.Knuth
- Dioscorea inopinata Prain & Burkill
- Dioscorea insignis C.V.Morton & B.G.Schub.
- Dioscorea intermedia Thwaites
- Dioscorea introrsa Raz
- Dioscorea ionophylla Uline ex R.Knuth
- Dioscorea iquitosensis R.Knuth
- Dioscorea irodensis Wilkin, Rajaonah & Randriamb.
- Dioscorea irupanensis R.Knuth
- Dioscorea itapirensis R.Knuth
- Dioscorea itatiensis R.Knuth
- Dioscorea jaliscana S.Watson
- Dioscorea jamesonii R.Knuth
- Dioscorea japonica Thunb. (Syn.: Dioscorea belophylloides Prain & Burkill, Dioscorea kiangsiensis R.Knuth, Dioscorea pseudojaponica Hayata): Sie bildet vertikale Wurzelknollen aus.[3]
- Dioscorea javariensis Ayala
- Dioscorea juxtlahuacensis (O.Téllez & Dávila) Caddick & Wilkin
- Dioscorea kalkapershadii Prain & Burkill
- Dioscorea kamoonensis Kunth
- Dioscorea keduensis Burkill ex Backer
- Dioscorea kerrii Prain & Burkill
- Dioscorea killipii R.Knuth
- Dioscorea kimiae Wilkin
- Dioscorea kingii R.Knuth
- Dioscorea kituiensis Wilkin & Muasya
- Dioscorea kjellbergii R.Knuth
- Dioscorea knuthiana De Wild.
- Dioscorea koepperi Standl.
- Dioscorea koyamae Jayas.
- Dioscorea kratica Prain & Burkill
- Dioscorea kuntzei Uline ex Kuntze
- Dioscorea lacerdaei Griseb.
- Dioscorea laevis Uline
- Dioscorea lamprocaula Prain & Burkill
- Dioscorea lanata Bail
- Dioscorea larecajensis Uline ex R.Knuth
- Dioscorea laurifolia Wall. ex Hook. f.
- Dioscorea lawrancei R.Knuth
- Dioscorea laxiflora Mart. ex Griseb.
- Dioscorea lehmannii Uline
- Dioscorea lepcharum Prain & Burkill
- Dioscorea lepida C.V.Morton
- Dioscorea leptobotrys Uline ex R.Knuth
- Dioscorea liebmannii Uline
- Dioscorea lijiangensis C.L.Long & H.Li
- Dioscorea linearicordata Prain & Burkill
- Dioscorea lisae Dorr & Stergios
- Dioscorea listeri Prain & Burkill
- Dioscorea litoralis Phil.
- Dioscorea loefgrenii R.Knuth
- Dioscorea loheri Prain & Burkill
- Dioscorea longicuspis R.Knuth
- Dioscorea longipes Phil.
- Dioscorea longirhiza Caddick & Wilkin
- Dioscorea longituba Uline
- Dioscorea lundii Uline ex R.Knuth
- Dioscorea luzonensis Schauer
- Dioscorea macbrideana R.Knuth
- Dioscorea maciba Jum. & H.Perrier
- Dioscorea macrantha Uline ex R.Knuth
- Dioscorea macrothyrsa Uline
- Dioscorea macvaughii B.G.Schub.
- Dioscorea madecassa H.Perrier
- Dioscorea madiunensis Prain & Burkill
- Dioscorea maianthemoides Uline ex R.Knuth
- Dioscorea mamillata Jum. & H.Perrier
- Dioscorea mandonii Rusby
- Dioscorea mangenotiana J.Miège
- Dioscorea mantigueirensis R.Knuth
- Dioscorea margarethia G.M.Barroso, E.F.Guim. & Sucre
- Dioscorea marginata Griseb.
- Dioscorea martensis R.Knuth
- Dioscorea martiana Griseb.
- Dioscorea martini Prain & Burkill
- Dioscorea matagalpensis Uline
- Dioscorea matudae O.Téllez & B.G.Schub.
- Dioscorea mayottensis Wilkin
- Dioscorea megacarpa Gleason
- Dioscorea megalantha Griseb.
- Dioscorea melanophyma Prain & Burkill
- Dioscorea melastomatifolia Uline ex Prain
- Dioscorea membranacea Pierre ex Prain & Burkill
- Dioscorea menglaensis H.Li[1]
- Dioscorea meridensis Kunth
- Dioscorea merrillii Prain & Burkill
- Dioscorea mesoamericana O.Téllez & Mart.-Rodr.
- Dioscorea mexicana Scheidw.
- Dioscorea microbotrya Griseb.
- Dioscorea microcephala Uline
- Dioscorea microflora Raz
- Dioscorea microphylla (Kunth) Greuter & J.Pérez
- Dioscorea microura R.Knuth
- Dioscorea mindanaensis R.Knuth
- Dioscorea minima C.B.Rob. & Seaton
- Dioscorea minutiflora Engl.
- Dioscorea mitis C.V.Morton
- Dioscorea mitoensis R.Knuth
- Dioscorea modesta Phil.
- Dioscorea mollis Kunth
- Dioscorea monadelpha (Kunth) Griseb.
- Dioscorea ×monandra Hauman
- Dioscorea morelosana (Uline) Matuda
- Dioscorea moritziana (Kunth) R.Knuth
- Dioscorea mosqueirensis R.Knuth
- Dioscorea moultonii Prain & Burkill
- Dioscorea moyobambensis R.Knuth
- Dioscorea mucronata Uline ex R.Knuth
- Dioscorea multiflora Mart. ex Griseb.
- Dioscorea multiloba Kunth
- Dioscorea multinervis Benth.
- Dioscorea mundii Baker
- Dioscorea nako H.Perrier
- Dioscorea namorokensis Wilkin
- Dioscorea nana Poepp.
- Dioscorea nanlaensis H.Li[1]
- Dioscorea natalensis R.Knuth
- Dioscorea natalia Hammel
- Dioscorea neblinensis Maguire & Steyerm.
- Dioscorea nelsonii Uline ex R.Knuth
- Dioscorea nematodes Uline ex R.Knuth
- Dioscorea nervata R.Knuth
- Dioscorea nervosa Phil.
- Dioscorea nicolasensis R.Knuth
- Dioscorea nieuwenhuisii Prain & Burkill
- Dioscorea nipensis R.A.Howard
- Dioscorea nipponica Makino
- Dioscorea nitens Prain & Burkill
- Dioscorea nuda R.Knuth
- Dioscorea nummularia Lam.
- Dioscorea nutans R.Knuth
- Dioscorea oaxacensis Uline
- Dioscorea obcuneata Hook. f.
- Dioscorea oblonga Gleason
- Dioscorea oblongifolia Rusby
- Chinesische Yams, „Japanische Berg-Yams“, „Yamaimo“, „Koreanische Yams“ (Dioscorea obtusifolia Hook. & Arn., Syn.: Dioscorea oppositifolia L., Dioscorea opposita Thunb.): Sie bildet vertikale Wurzelknollen aus.[3]
- Dioscorea olfersiana Klotzsch ex Griseb.
- Dioscorea oligophylla Phil.
- Dioscorea omiltemensis O.Téllez
- Dioscorea opaca R.Knuth
- Dioscorea oppositiflora Griseb.
- Dioscorea oppositifolia L.
- Dioscorea orangeana Wilkin
- Dioscorea orbiculata Hook. f.
- Dioscorea oreodoxa B.G.Schub.
- Dioscorea organensis R.Knuth
- Dioscorea orientalis (J.Thiébaut) Caddick & Wilkin
- Dioscorea orizabensis Uline
- Dioscorea orthogoneura Uline ex Hochr.
- Dioscorea oryzetorum Prain & Burkill
- Dioscorea ovalifolia R.Knuth
- Dioscorea ovata Vell.
- Dioscorea ovinala Baker
- Dioscorea palawana Prain & Burkill
- Dioscorea paleata Burkill
- Dioscorea pallens Schltdl.
- Dioscorea pallidinervia R.Knuth
- Dioscorea palmeri R.Knuth
- Dioscorea panamensis R.Knuth
- Dioscorea panthaica Prain & Burkill
- Dioscorea pantojensis R.Knuth
- Dioscorea paradoxa Prain & Burkill
- Dioscorea pavonii Uline ex R.Knuth
- Dioscorea pedalis (Uline ex R.Knuth) R.Couto & J.M.A.Braga
- Dioscorea pedicellata Phil.
- Dioscorea pencana Phil.
- Dioscorea pendula Poepp. ex Kunth
- Dioscorea pentaphylla L.
- Dioscorea peperoides Prain & Burkill
- Dioscorea perdicum Taub.
- Dioscorea perenensis R.Knuth
- Dioscorea perpilosa H.Perrier
- Dioscorea petelotii Prain & Burkill
- Dioscorea philippiana Uline ex R.Knuth
- Dioscorea piauhyensis R.Knuth
- Dioscorea pierrei Prain & Burkill
- Dioscorea pilcomayensis Hauman
- Dioscorea pilgeriana R.Knuth
- Dioscorea pilosiuscula Bertero ex Spreng.
- Dioscorea pinedensis R.Knuth
- Dioscorea piperifolia Humb. & Bonpl. ex Willd.
- Dioscorea piscatorum Prain & Burkill
- Dioscorea pittieri R.Knuth
- Dioscorea planistipulosa Uline ex R.Knuth
- Dioscorea plantaginifolia R.Knuth
- Dioscorea platycarpa Prain & Burkill
- Dioscorea platycolpota Uline ex B.L.Rob.
- Dioscorea plumifera C.B.Rob.
- Dioscorea pohlii Griseb.
- Dioscorea poilanei Prain & Burkill
- Dioscorea polyclados Hook. f.
- Dioscorea polygonoides Humb. & Bonpl. ex Willd.
- Chinesische Yamswurzel (Weitere Trivialnamen: Lichtwurzel, Lichtyams, Brotwurz, Brotfrucht, Cinnamon Vine, Shan Yao oder Shanyao)[10] (Dioscorea polystachya Turcz., Syn.: Dioscorea batatas Decne., Dioscorea decaisneana Carrière, Dioscorea doryphora Hance, Dioscorea swinhoei Rolfe, Dioscorea rosthornii Diels, Dioscorea cayennensis var. pseudobatatas Hauman, Dioscorea potaninii Prain & Burkill,Dioscorea pseudobatatas (Hauman) Herter)[7]
- Dioscorea pomeroonensis R.Knuth
- Dioscorea potarensis R.Knuth
- Dioscorea praehensilis Benth.
- Dioscorea prainiana R.Knuth
- Dioscorea prazeri Prain & Burkill
- Dioscorea preslii Steud.
- Dioscorea preussii Pax
- Dioscorea pringlei C.B.Rob.
- Dioscorea proteiformis H.Perrier
- Dioscorea psammophila R.Knuth
- Dioscorea pseudocleistogama Raz & J.Pérez
- Dioscorea pseudomacrocapsa G.M.Barroso, E.F.Guim. & Sucre
- Dioscorea pseudorajanioides R.Knuth
- Dioscorea pseudotomentosa Prain & Burkill
- Dioscorea psilostachya (Kunth) Raz
- Dioscorea pteropoda Boivin ex H.Perrier
- Dioscorea pubera Blume
- Dioscorea pubescens Poir.
- Dioscorea pumicicola Uline
- Dioscorea pumilio Griseb.
- Dioscorea puncticulata R.Knuth
- Dioscorea purdiei R.Knuth
- Dioscorea putisensis R.Knuth
- Dioscorea putumayensis R.Knuth
- Dioscorea pynaertii De Wild.
- Dioscorea pyrenaica Bubani & Bordère ex Gren. (Syn.: Borderea pyrenaica Miègev.): Sie kommt in den Pyrenäen von Frankreich und Spanien vor.
- Dioscorea pyrifolia Kunth
- Dioscorea quartiniana A.Rich.
- Dioscorea quinquefolia (L.) Raz
- Dioscorea quinquelobata Thunb.
- Dioscorea quispicanchensis R.Knuth
- Dioscorea racemosa (Klotzsch) Uline
- Dioscorea raziae Greuter & J.Pérez
- Dioscorea regnellii Uline ex R.Knuth
- Dioscorea remota C.V.Morton
- Dioscorea remotiflora Kunth
- Dioscorea reticulata Gay
- Dioscorea retusa Mast.
- Dioscorea reversiflora Uline
- Dioscorea richardhowardii Raz
- Dioscorea ridleyi Prain & Burkill
- Dioscorea riedelii R.Knuth
- Dioscorea rigida R.Knuth
- Dioscorea rimbachii R.Knuth
- Dioscorea rockii Prain & Burkill
- Dioscorea rosei R.Knuth
- Dioscorea rumicoides Griseb.
- Dioscorea rupicola Kunth
- Dioscorea rusbyi Uline
- Dioscorea sabarensis R.Knuth
- Dioscorea sagittata Poir.
- Dioscorea sagittifolia Pax
- Dioscorea salicifolia Blume
- Dioscorea salvadorensis Standl.
- Dioscorea sambiranensis R.Knuth
- Dioscorea sanchez-colini Matuda
- Dioscorea sandiensis R.Knuth
- Dioscorea sandwithii B.G.Schub.
- Dioscorea sanpaulensis R.Knuth
- Sansibar-Yams (Dioscorea sansibarensis Pax)
- Dioscorea santanderensis R.Knuth
- Dioscorea santosensis R.Knuth
- Dioscorea sarasinii Uline ex R.Knuth
- Dioscorea saxatilis Poepp.
- Dioscorea scabra Humb. & Bonpl. ex Willd.
- Dioscorea schimperiana Hochst. ex Kunth
- Dioscorea schubertiae Ayala
- Dioscorea schunkei Ayala & T.Clayton
- Dioscorea schwackei Uline ex R.Knuth
- Dioscorea scortechinii Prain & Burkill
- Dioscorea secunda R.Knuth
- Dioscorea sellowiana Uline ex R.Knuth
- Dioscorea semperflorens Uline
- Dioscorea septemloba Thunb.
- Dioscorea septemnervis Vell.
- Dioscorea sericea R.Knuth
- Dioscorea seriflora Jum. & H.Perrier
- Dioscorea serpenticola Hoque & P.K.Mukh.
- Dioscorea sessiliflora McVaugh
- Dioscorea sexrimata Burkill
- Dioscorea simulans Prain & Burkill
- Dioscorea sincorensis R.Knuth
- Dioscorea sinoparviflora C.T.Ting, M.G.Gilbert & Turland
- Dioscorea sinuata Vell.
- Dioscorea sitamiana Prain & Burkill
- Dioscorea skottsbergii R.Knuth
- Dioscorea smilacifolia De Wild. & T.Durand
- Dioscorea sonlaensis R.Knuth
- Dioscorea sororopana Steyerm.
- Dioscorea soso Jum. & H.Perrier
- Dioscorea spectabilis R.Knuth
- Dioscorea sphaeroidea R.Couto & J.M.A.Braga
- Dioscorea spicata Roth
- Dioscorea spiculiflora Hemsl.
- Dioscorea spiculoides Matuda
- Dioscorea spongiosa J.Q.Xi, M.Mizuno & W.L.Zhao
- Dioscorea sprucei Uline ex R.Knuth
- Dioscorea standleyi C.V.Morton
- Dioscorea stegelmanniana R.Knuth
- Dioscorea stellaris R.Knuth
- Dioscorea stemonoides Prain & Burkill
- Dioscorea stenocolpus Phil.
- Dioscorea stenomeriflora Prain & Burkill
- Dioscorea stenopetala Hauman
- Dioscorea stenophylla Uline
- Dioscorea sterilis O.Weber & Wilkin
- Dioscorea stipulosa Uline ex R.Knuth
- Dioscorea subcalva Prain & Burkill
- Dioscorea subhastata Vell.
- Dioscorea sublignosa R.Knuth
- Dioscorea submigra R.Knuth
- Dioscorea subtomentosa Miranda
- Dioscorea sumatrana Prain & Burkill
- Dioscorea sumiderensis B.G.Schub. & O.Téllez
- Dioscorea suratensis R.Knuth
- Dioscorea sylvatica Eckl.
- Dioscorea synandra Uline
- Dioscorea syringifolia (Kunth) Kunth & R.H.Schomb. ex R.Knuth
- Dioscorea tabatae Hatus. ex Yamashita & M.N.Tamura
- Dioscorea tacanensis Lundell
- Dioscorea tamarisciflora Prain & Burkill
- Dioscorea tamoidea Griseb.
- Dioscorea tamshiyacuensis Ayala
- Dioscorea tancitarensis Matuda
- Dioscorea tarijensis R.Knuth
- Dioscorea tarmensis R.Knuth
- Dioscorea tauriglossum R.Knuth
- Dioscorea tayacajensis R.Knuth
- Dioscorea temascaltepecensis R.Knuth
- Dioscorea tenebrosa C.V.Morton
- Dioscorea tenella Phil.
- Dioscorea tentaculigera Prain & Burkill
- Dioscorea tenuipes Franch. & Sav.
- Dioscorea tenuiphyllum R.Knuth
- Dioscorea tenuis R.Knuth
- Dioscorea tequendamensis R.Knuth
- Dioscorea ternata Griseb.
- Dioscorea theresensis (Uline ex R.Knuth) Raz
- Dioscorea therezopolensis Uline ex R.Knuth
- Dioscorea togoensis R.Knuth
- Dioscorea tokoro Makino ex Miyabe
- Dioscorea toldosensis R.Knuth
- Dioscorea tomentosa J.Koenig ex Spreng.
- Dioscorea torticaulis R.Knuth
- Dioscorea trachyandra Griseb.
- Dioscorea trachycarpa Kunth
- Dioscorea traillii R.Knuth
- Dioscorea transversa R.Br.
- Dioscorea triandria Sessé & Moc.
- Dioscorea trichantha Baker
- Dioscorea trichanthera Gleason
- Indische Yams (Dioscorea trifida L. f.)
- Dioscorea trifoliata Kunth
- Dioscorea trifurcata Hauman
- Dioscorea trilinguis Griseb.
- Dioscorea trimenii Prain & Burkill
- Dioscorea trinervia Roxb. ex Prain & Burkill
- Dioscorea trisecta Griseb.
- Dioscorea trollii R.Knuth
- Dioscorea truncata Miq.
- Dioscorea tsaratananensis H.Perrier
- Dioscorea tubiperianthia Matuda
- Dioscorea tubuliflora Uline ex R.Knuth
- Dioscorea tubulosa Griseb.
- Dioscorea tuxtlensis Sessé & Moc.
- Dioscorea uliginosa Phil.
- Dioscorea ulinei Greenm. ex R.Knuth
- Dioscorea undatiloba Baker
- Dioscorea urceolata Uline
- Dioscorea urophylla Hemsl.
- Dioscorea uruapanensis Matuda
- Dioscorea valdiviensis R.Knuth
- Dioscorea vanvuurenii Prain & Burkill
- Dioscorea variifolia Bertero
- Dioscorea velutipes Prain & Burkill
- Dioscorea vexans Prain & Burkill
- Dioscorea vilis Kunth
- Wilde Yams (Dioscorea villosa L.)
- Dioscorea volckmannii Phil.
- Dioscorea wallichii Hook. f.
- Dioscorea warburgiana Uline ex Prain & Burkill
- Dioscorea warmingii R.Knuth
- Dioscorea wattii Prain & Burkill
- Dioscorea weberbaueri R.Knuth
- Dioscorea widgrenii R.Knuth
- Dioscorea wightii Hook. f.
- Dioscorea wittiana R.Knuth
- Dioscorea wrightii Uline ex R.Knuth
- Dioscorea xizangensis C.T.Ting[1]
- Dioscorea yunnanensis Prain & Burkill[1]
- Dioscorea zingiberensis C.H.Wright